# Mănăstirea Putna
Mănăstirea Putna, cu hramul Adormirea Maicii Domnului, este un lăcaș monahal creștin ortodox, important centru cultural, religios și artistic. În anul 2021 autoritățile din județul Suceava au început marcarea traseului Via Mariae până la Mănăstirea Putna.
Mănăstirea se află la 33 km nord-vest de orașul Rădăuți, în județul Suceava. În scriptoria de la Putna au fost copiate manuscrise și au fost realizate miniaturi prețioase. Lăcașul deține un bogat muzeu mănăstiresc, cu broderii, manuscrise, obiecte de cult, icoane etc.

## Istoric
Potrivit vechilor cronici moldovenești zidirea mănăstirii, ctitorie a lui Ștefan cel Mare (al cărui mormânt se află aici), a început în anul 1466 și s-a terminat în 1469. Sfințirea sa a avut loc la 3 septembrie 1469, „fiind de față întreg clerul moldovenesc”. Slujba de sfințire a fost oficiată de mitropolitul Teoctist. Acesta a fost înmormântat în pridvorul mănăstirii în anul 1478. Incinta, turnul de la intrare și fortificațiile au fost terminate în 1481.
Biserica mănăstirii a fost devastată de oștile lui Timuș Hmelnițki. Lucrările de reconstruire au fost începute de voievodul Vasile Lupu în 1653, continuate de Gheorghe Ștefan (1653-1658) și terminate, sub domnia lui Eustatie Dabija, în 1662. Ion Neculce descrie acest eveniment negru din istoria mănăstirii, pricinuit de întunecatul Timuș: „Vasilie-vodă, aproape de mazilie, a greșit lui Dumnedzeu, că i s-au întunecat mintea spre lăcomie, de au stricat mănăstirea Putna, gândind că va găsi bani, și n-au găsit. Și s-au apucat să o facă de nou iarăși precum au fost, și nu i-au agiutat Dumnedzeu să o facă. Că au zidit-o numai din temelie din pământ pănă la ferestri, și i-au luat Dumnedzeu domnia. Că s-au sculat Gheorghie Ștefan logofătul cu oaste asupra lui și l-au scos din domnie. Iar plumbul cu careli au fost acoperită mănăstirea Putna l-au luat cazacii lui Timuș, a ginerelui Vasiliei-vodă, de l-au dus la cetate la Suceava, de au făcut glonțuri de pușcă, să apere cetatea Sucevii despre Gheorghie Ștefan-vodă. Ce știu că au apărat-o bine, că s-au osindit și Timuș pentru prada și jacurile ce au făcut pe la sfintele mănăstiri. Și s-au pus și el capul pe glonțu, precum scrie letopisățul. Și pre urmă au gătit mănăstirea Putna Gheorghie Ștefan-vodă, după ce au luat domnia, de este zidită precum să vede acum” (Ion Neculce, O samă de cuvinte, cap. XXVII). Mănăstirea a fost restaurată între anii 1756-1760 prin grija mitropolitului Iacob Putneanul, apoi în 1902, când s-a refăcut acoperișul după planurile arhitectului Karl Romstorfer, și, mai recent, în perioada 1961-1975.
În anul 1871, cu ocazia „sărbătorilor de la Putna” (pe atunci în Ducatul Bucovinei), fost supranumită „Ierusalimul Neamului Românesc” de către Mihai Eminescu.
Pe 6 iulie 1940, trupele sovietice au încercat să ocupe Putna și să o anexeze la RSS Ucraineană, însă atacul a fost respins de Armata Română.

## Arhitectura

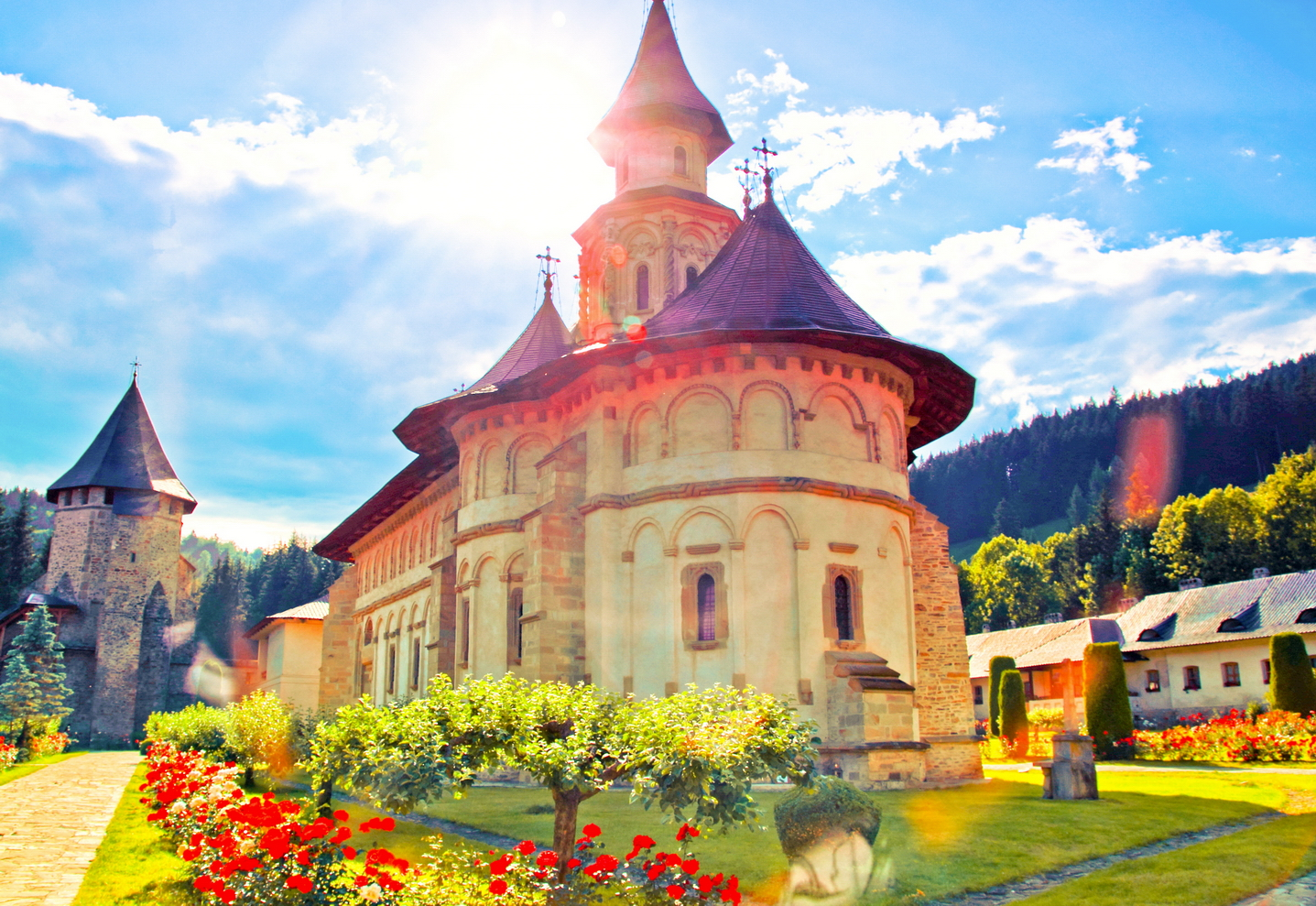

Intrarea în incinta mănăstirii se face pe sub arcul boltit al unui turn compus din parter și etaj, pe a cărui fațadă estică se află stema Moldovei datată 1471. Turnul a fost zidit în anul 1757 în vremea domnitorului Constantin Racoviță, despre aceasta dând mărturie și stema de pe fațada de vest, în care apar reunite stemele Moldovei și ale Țării Românești. Deoarece poetul Mihai Eminescu împreună cu Ioan Slavici și cu alți participanți la „Serbarea de la Putna” din august 1871 au înnoptat în acele zile în sala de la etaj, această construcție se numește „Turnul Eminescu“. Tot pe latura de est este situat și „Turnul clopotniței”, construit în anul 1882.
Paraclisul mănăstirii, așezat în partea vestică a incintei, cu hramul Sfinții Apostoli Petru și Pavel, a fost construit de mitropolitul Iacov Putneanul în anul 1759, pe locul vechiului turn clopotniță deteriorat la marele cutremur din 1739. A fost restaurat între anii 1976-1983, când i s-au adăugat noi spații. Paraclisul a fost pictat în tehnica „al fresco” în perioada 1980-1984 de artiștii-frați Mihail și Gavril Moroșan, stareț fiind Arhimandritul Iachint Unciuleac.
Pe latura sudică a incintei se află Casa Domnească ridicată între anii 1982-1988 pe temeliile celei vechi distrusă de Habsburgi. Lucrările de reconstrucție au fost începute și supravegheate, în mare parte, de către patriarhul Teoctist Arăpașu în timpul arhipăstoririi sale ca mitropolit al Moldovei.
Singura clădire rămasă din vremea Sfântului Voievod Ștefan este Turnul Tezaurului a cărui construcție a fost terminată în anul 1481. În el au fost adăpostite, în vremi de tulburare, odoarele acestui sfânt lăcaș.

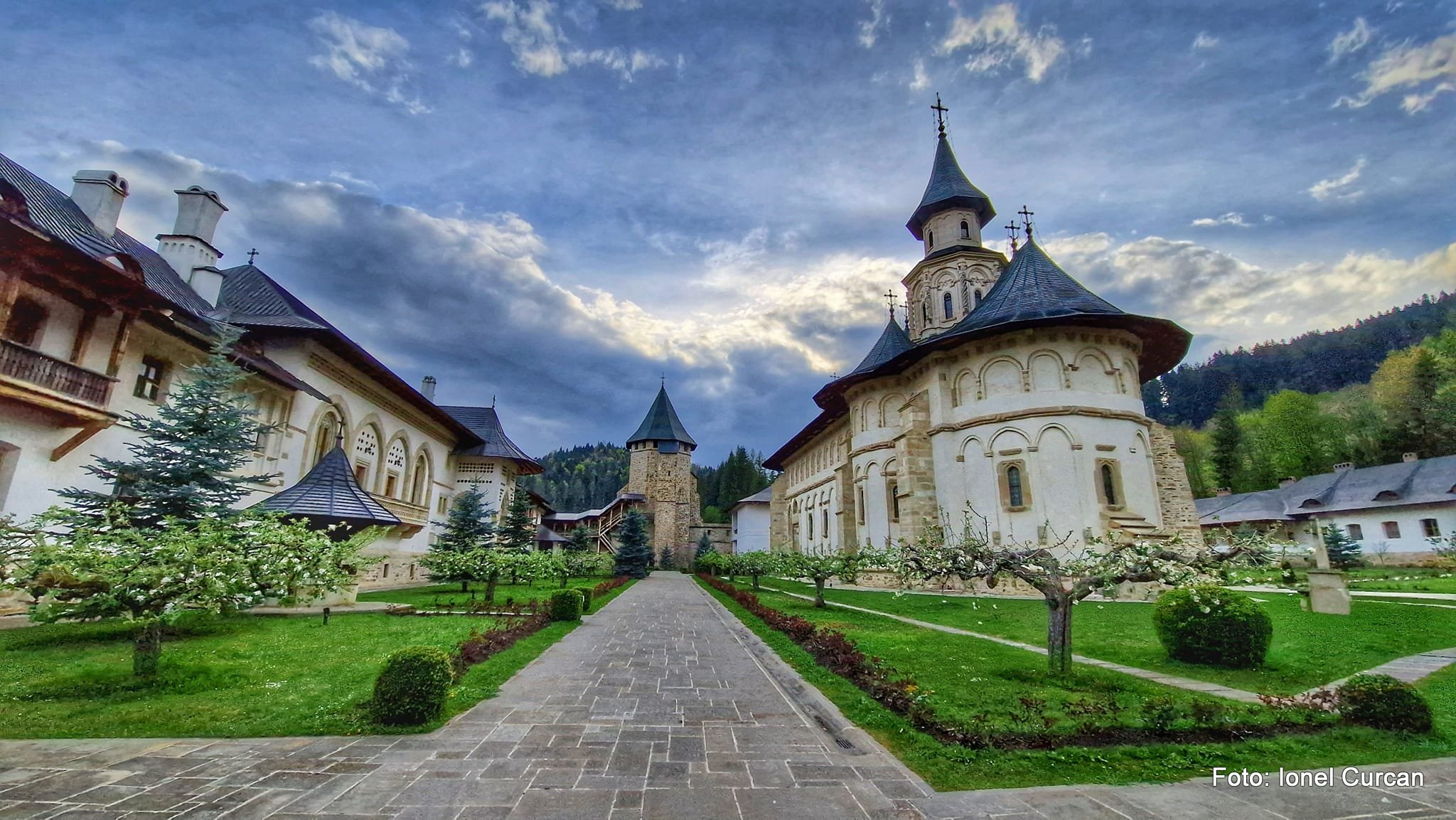

Biserica originală a suferit mari modificări în perioada 1653-1662. S-au păstrat liniile arhitectonice inițiale specifice stilului moldovenesc, fiind alcătuită din cinci încăperi: pridvor, pronaos, gropniță, naos și altar. Se regăsesc astfel reunite elemente de arhitectură bizantine, gotice și renascentiste. Accesul în biserică se face prin cele două uși laterale ale pridvorului, încadrate cu portaluri de piatră. Ușa masivă prin care se trece din pridvor în pronaos are la partea superioară o pisanie care amintește de lucrările de reconstrucție ce au avut loc în timpul domniilor lui Gheorghe Ștefan și Eustratie Dabija. Din camera mormintelor (gropnița) trecerea către naos se face printre două coloane masive ce au înlocuit în secolul al XVII-lea peretele desparțitor specific liniei arhitectonice ștefaniene. La exterior biserica este încinsă cu un brâu răsucit în torsadă simbolizând Preasfânta Treime, motiv ce se regăsește și în ornamentația interioară.

## Monument istoric
Mănăstirea Putna este inclusă în Lista monumentelor istorice din România, având codul de clasificare cod LMI SV-II-a-A-05595.

## Imagini

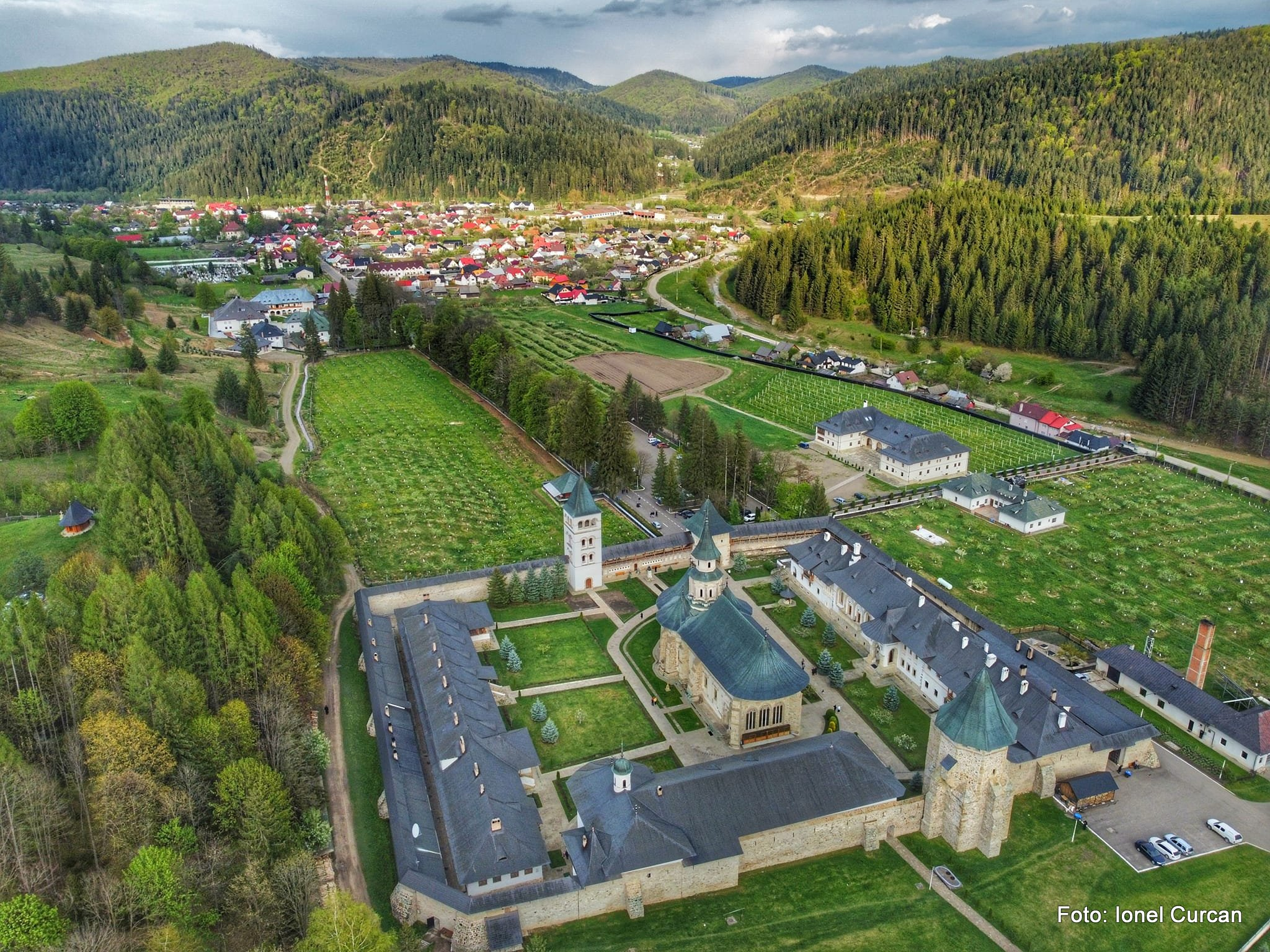
Mănăstirea Putna, văzută de sus
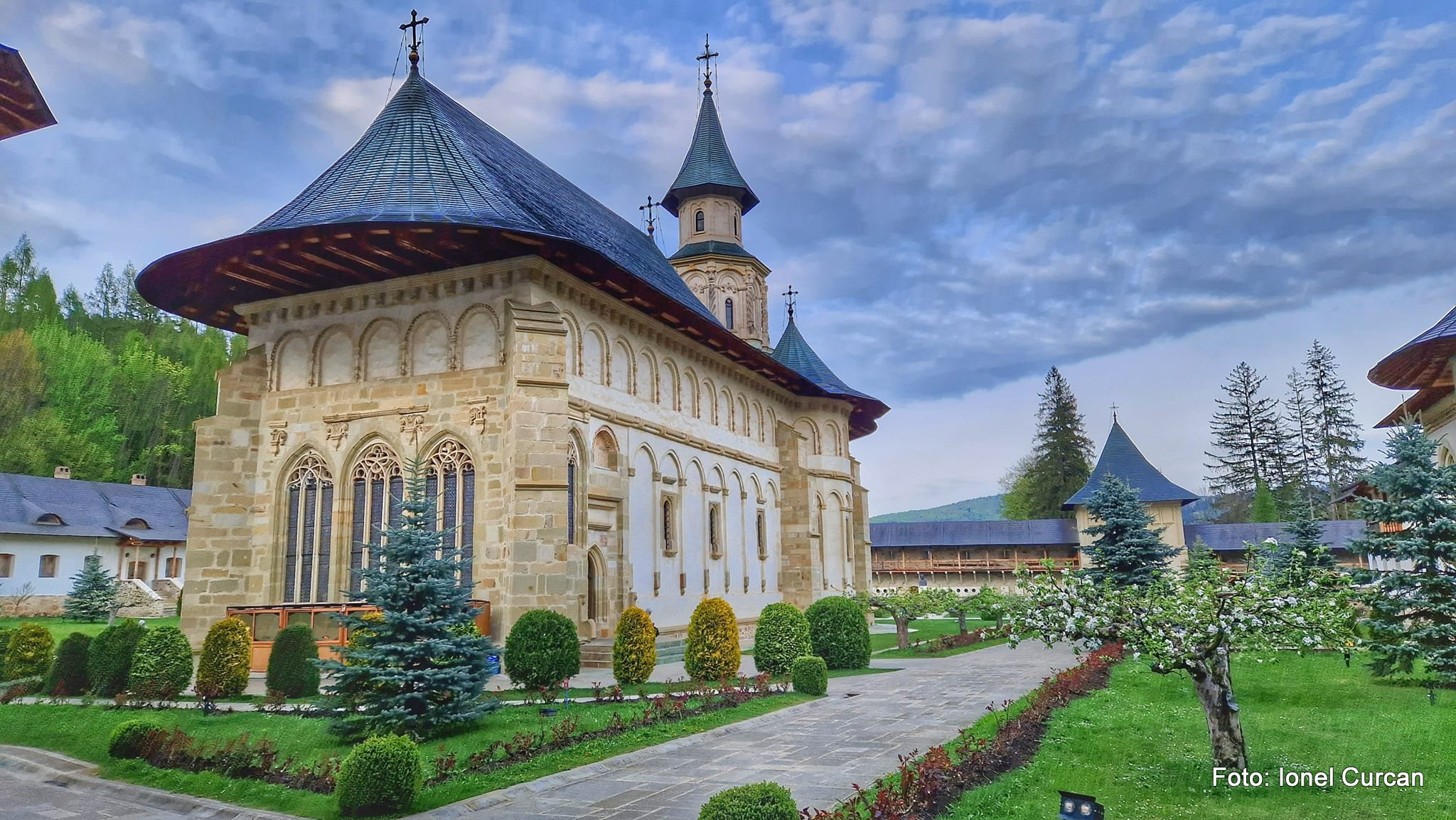
Mănăstirea Putna
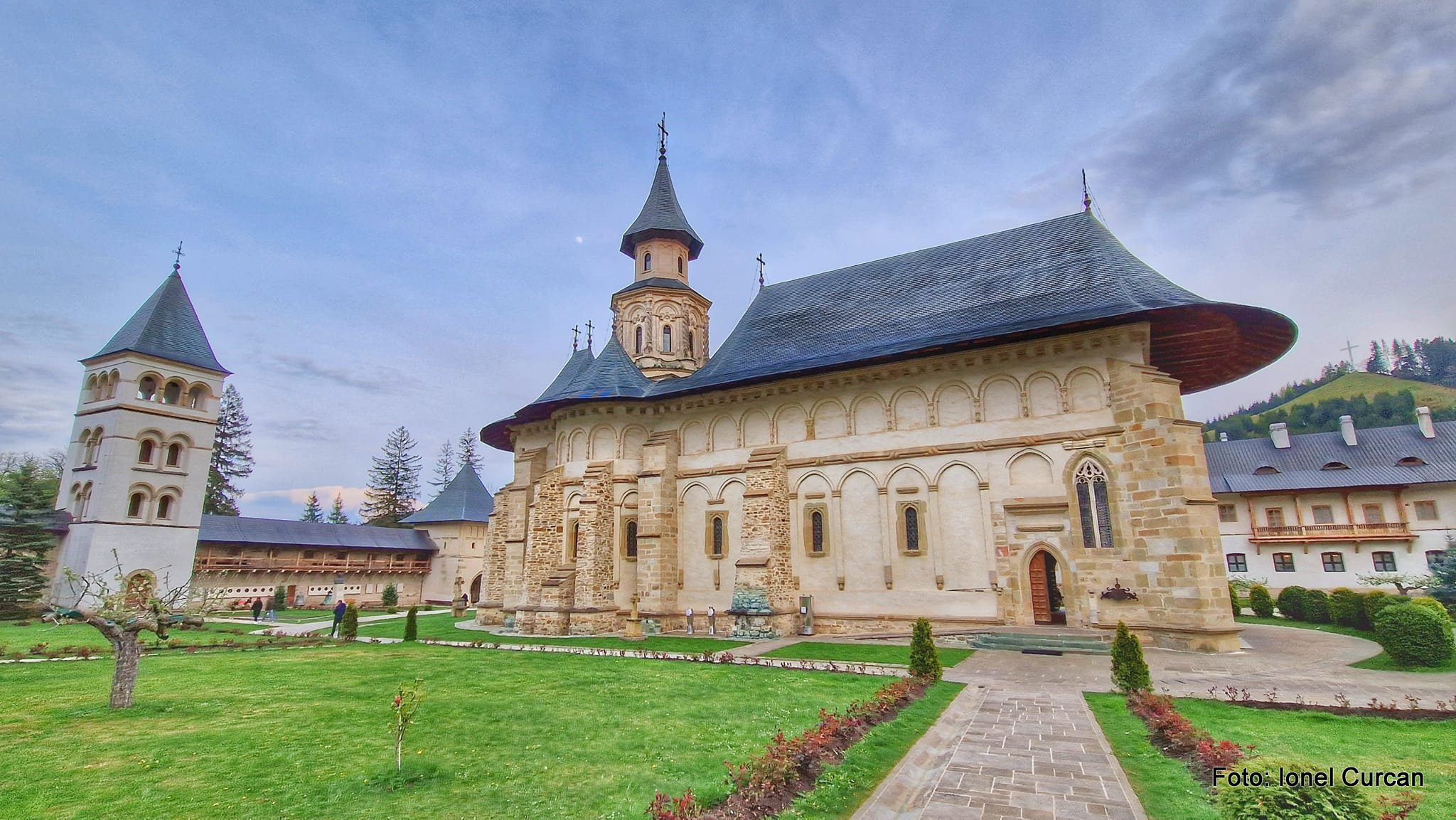
Mănăstirea Putna
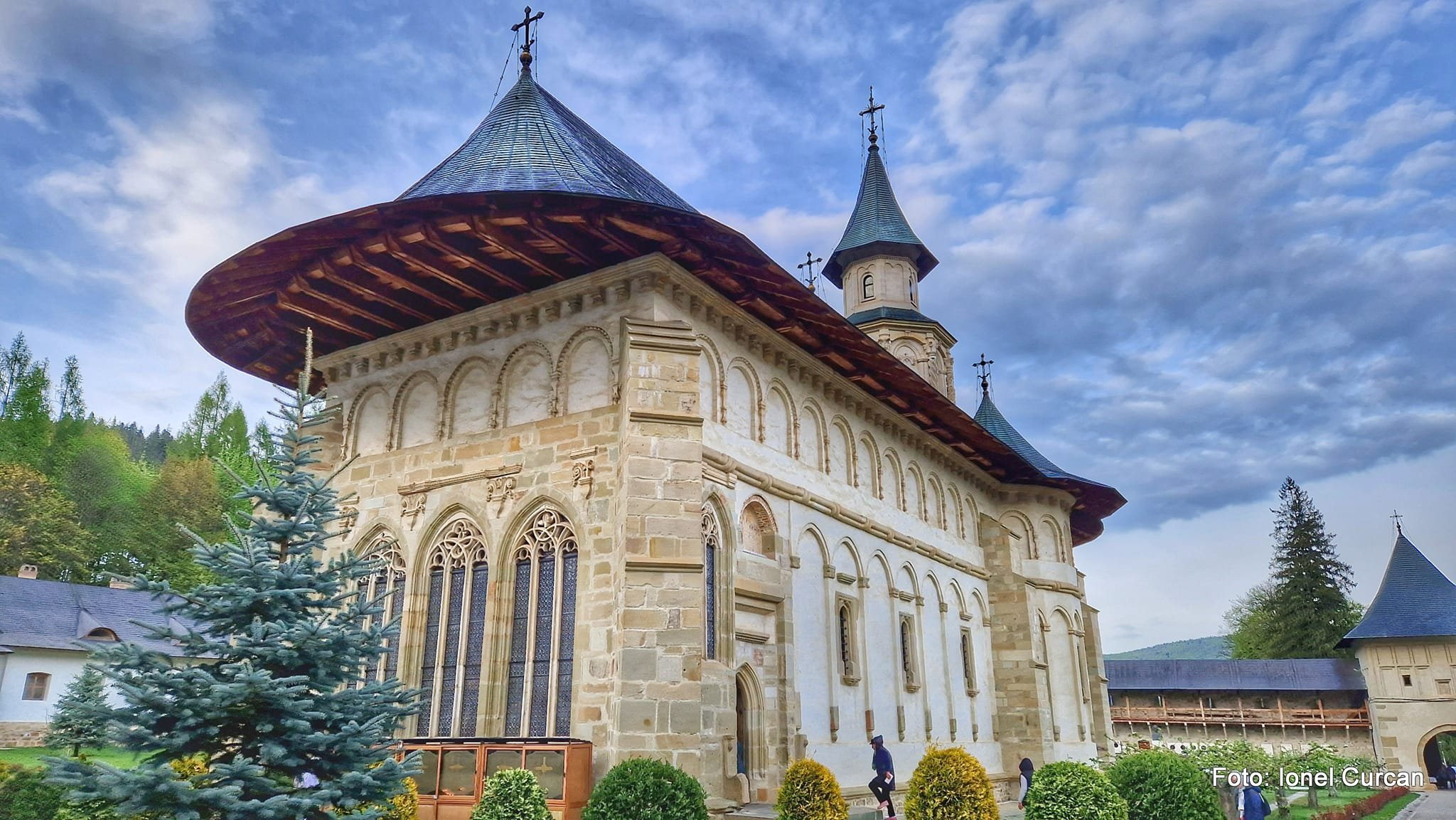
Mănăstirea Putna
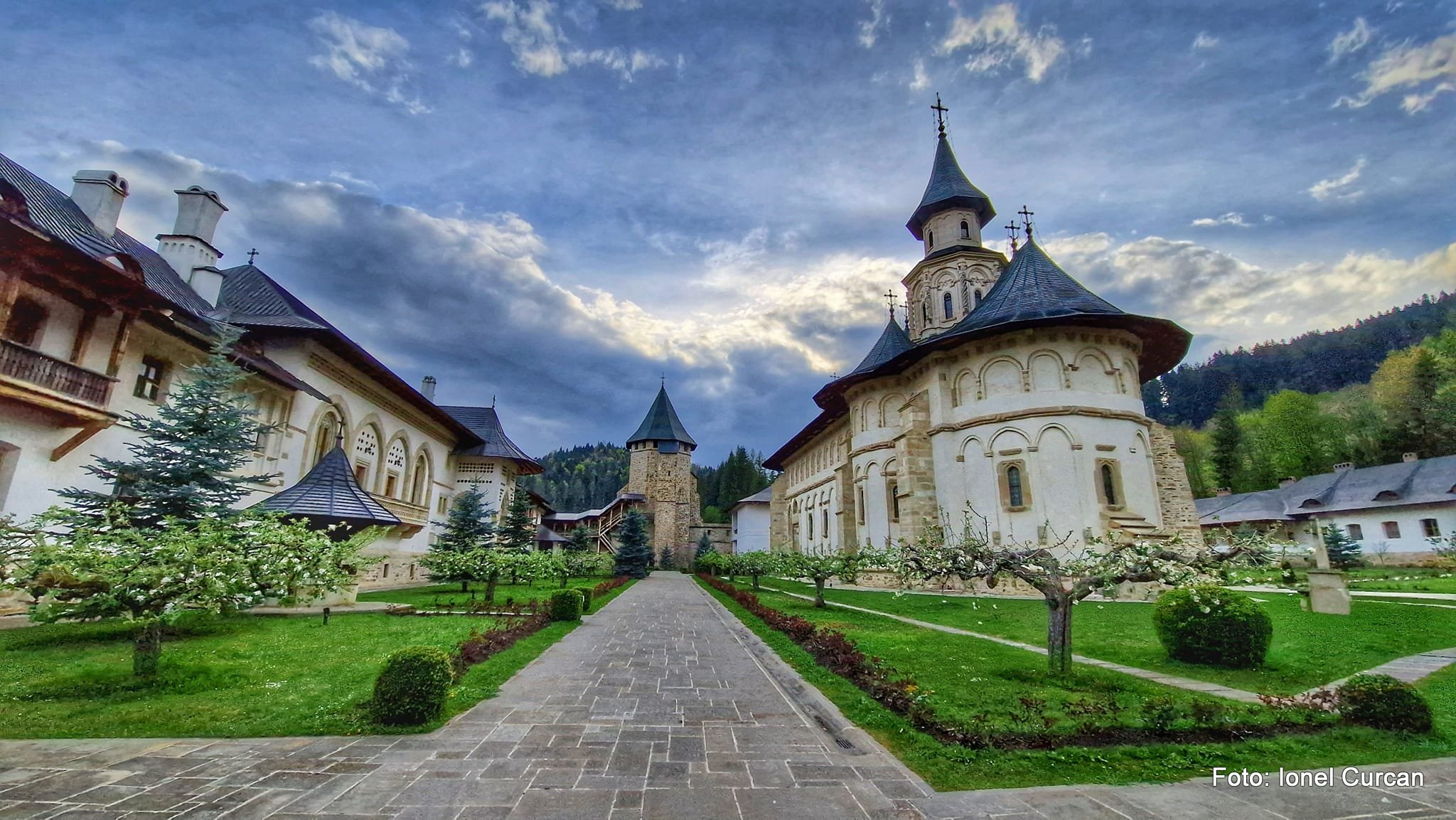
Mănăstirea Putna
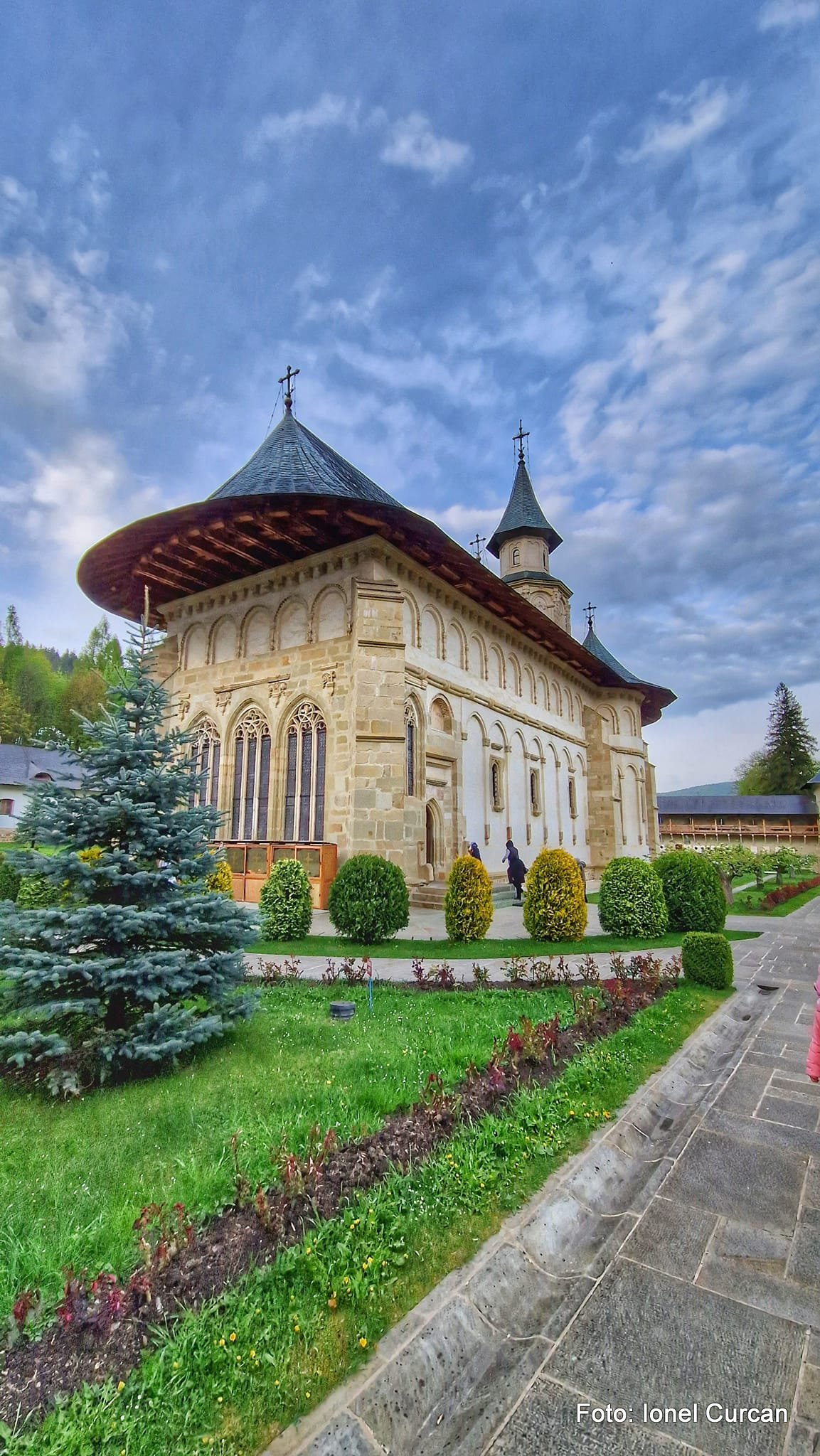
Mănăstirea Putna
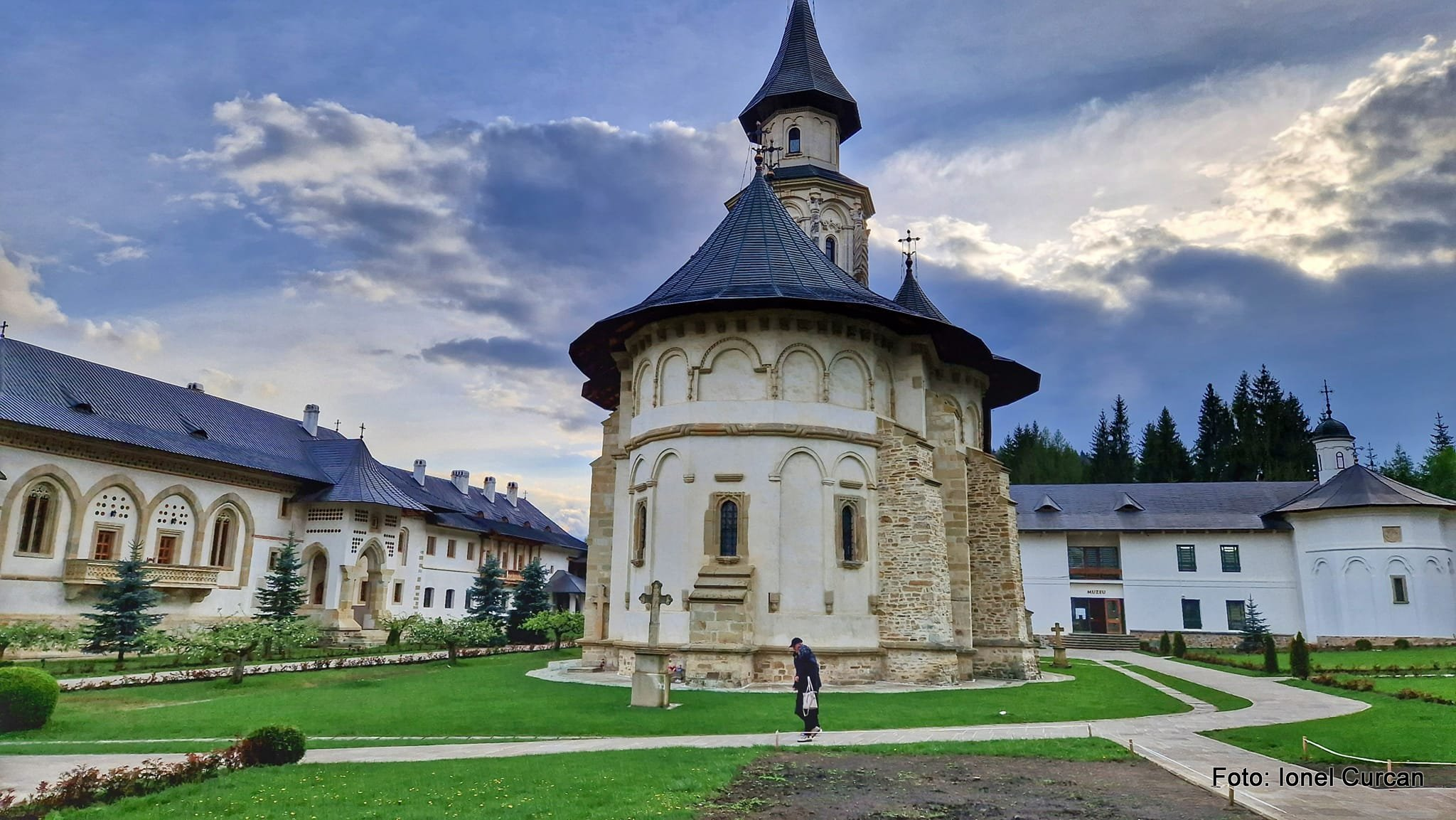
Mănăstirea Putna
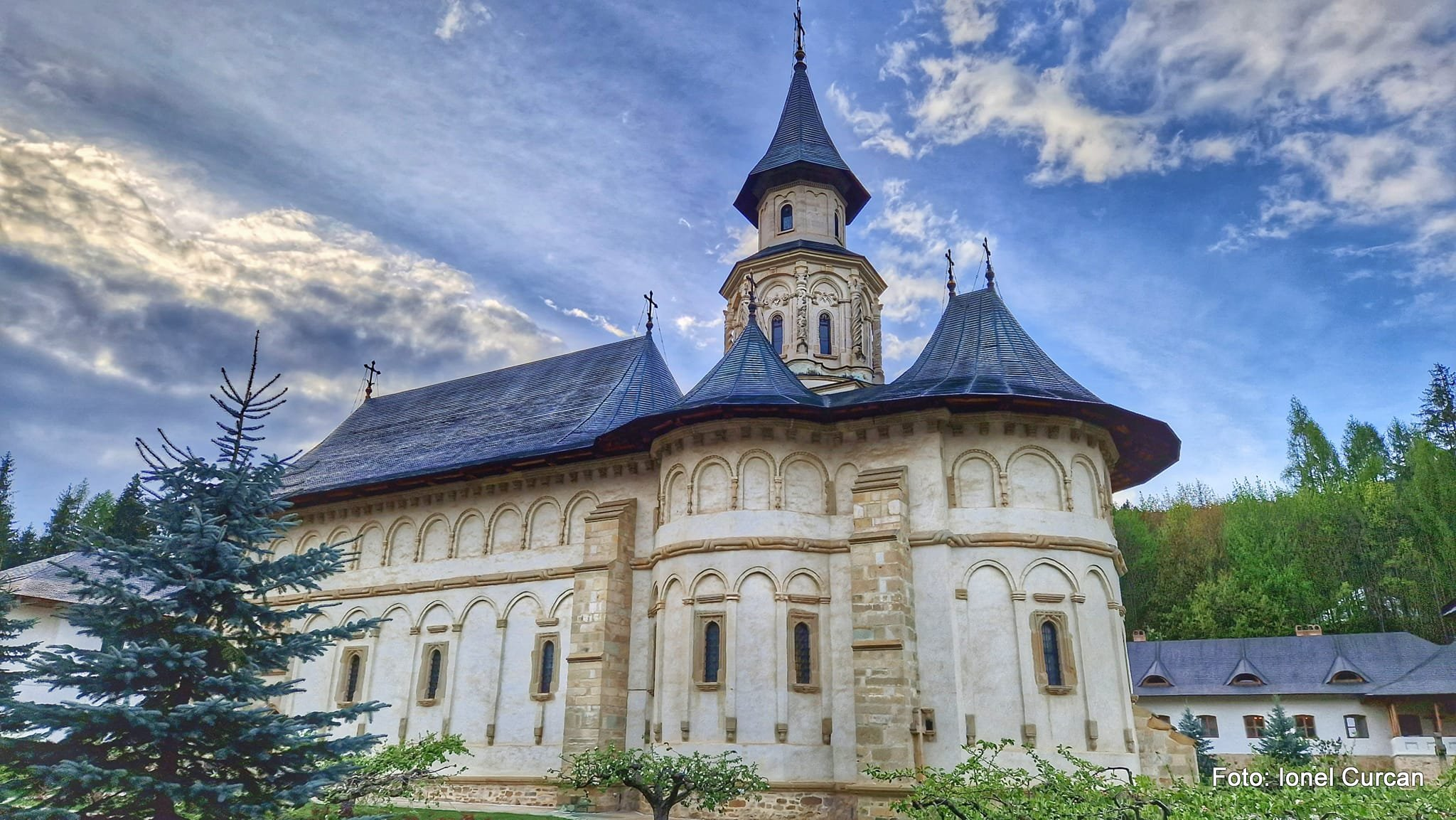
Mănăstirea Putna
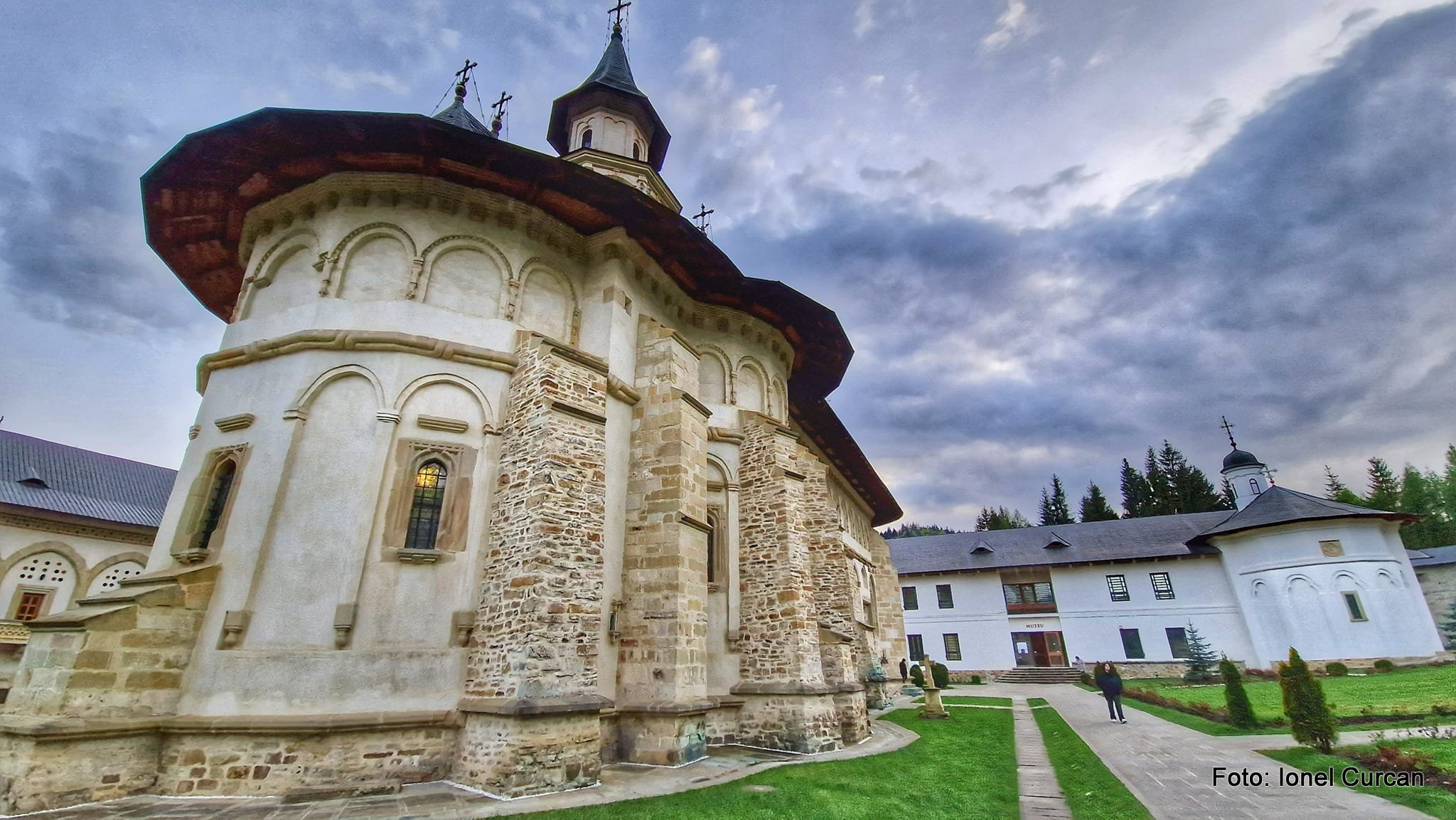
Mănăstirea Putna
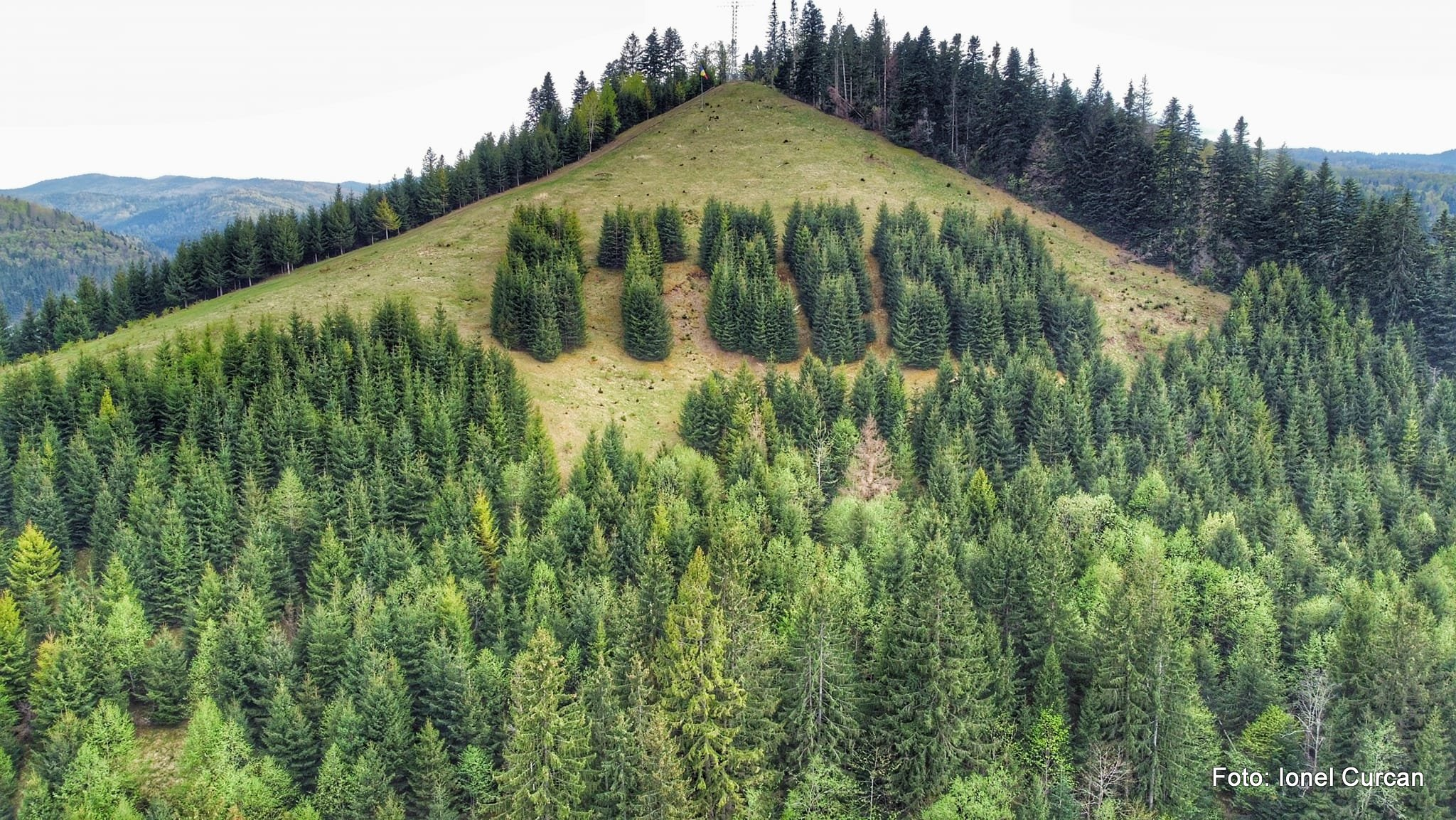
Ștefan scris pe muntele din apropiere
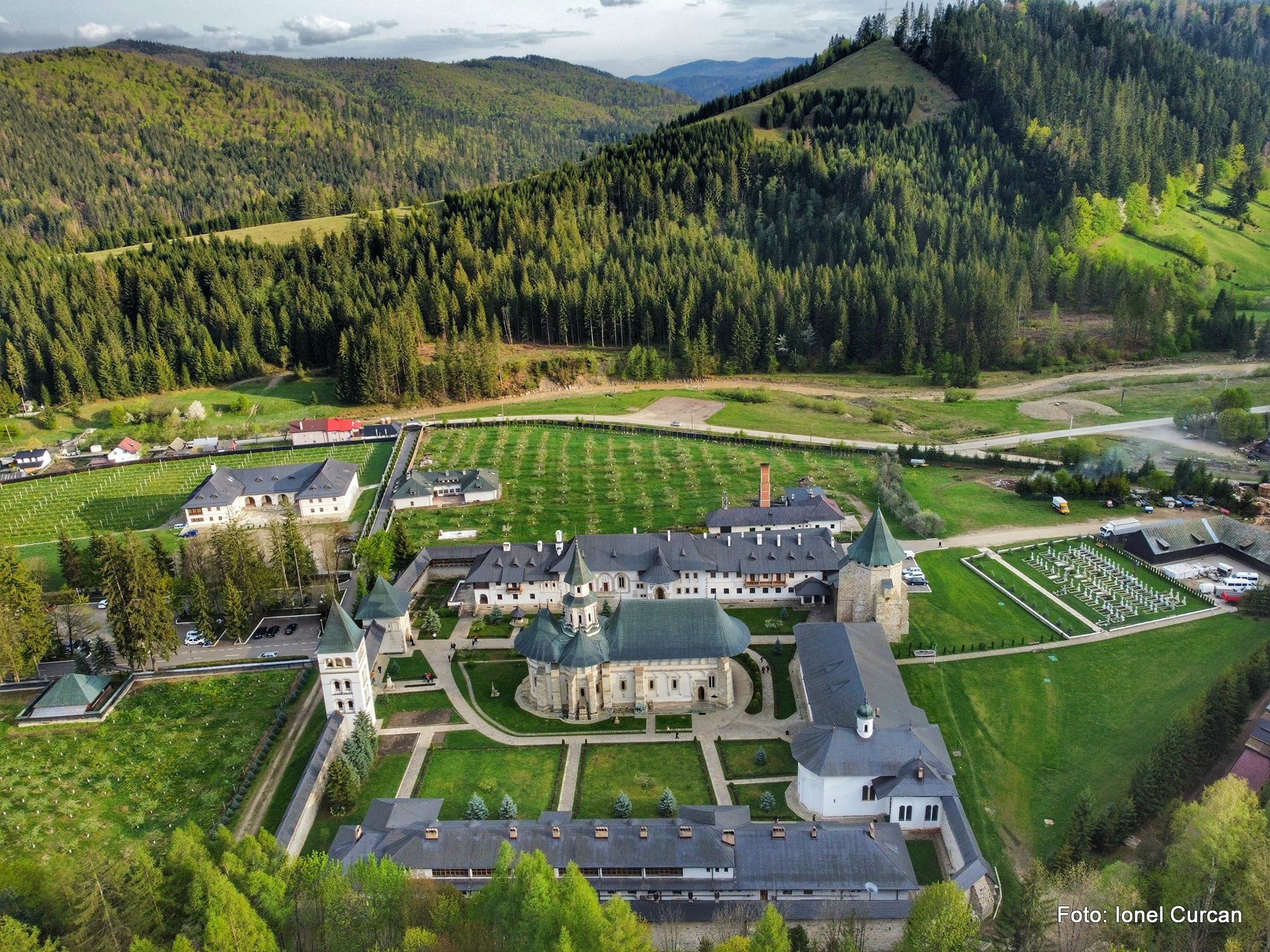
Mănăstirea Putna, văzută de sus
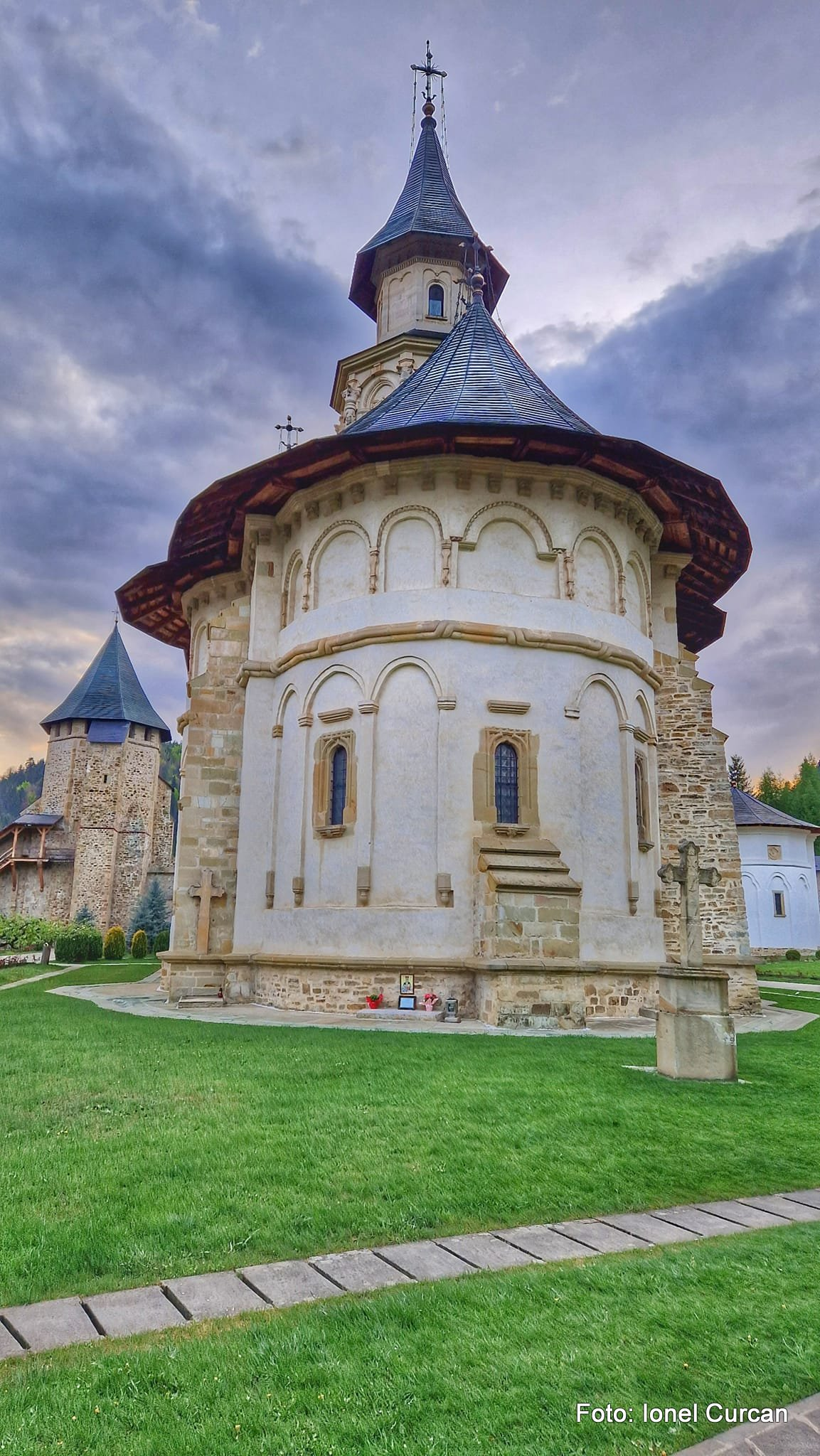
Mănăstirea Putna
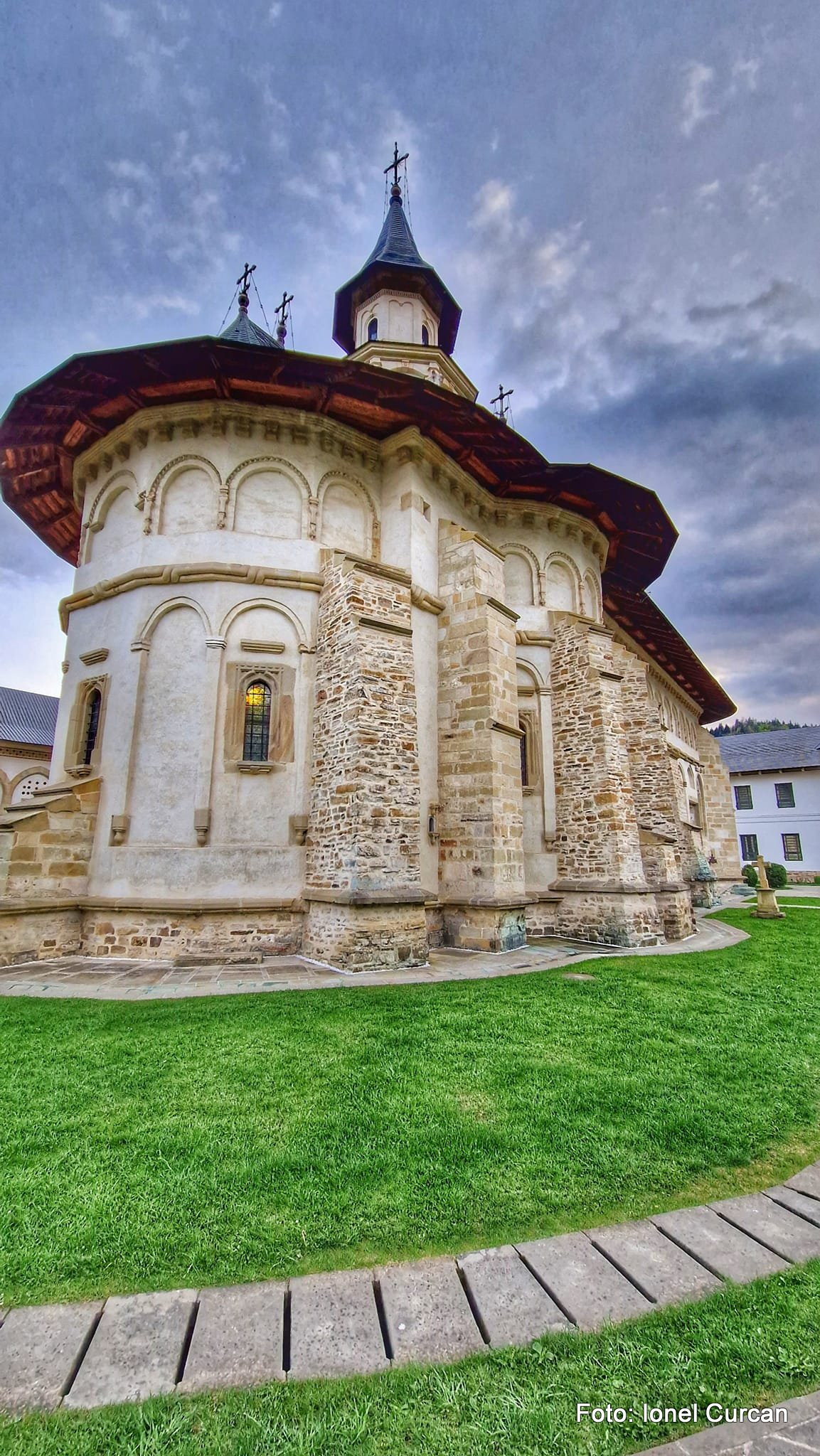
Mănăstirea Putna
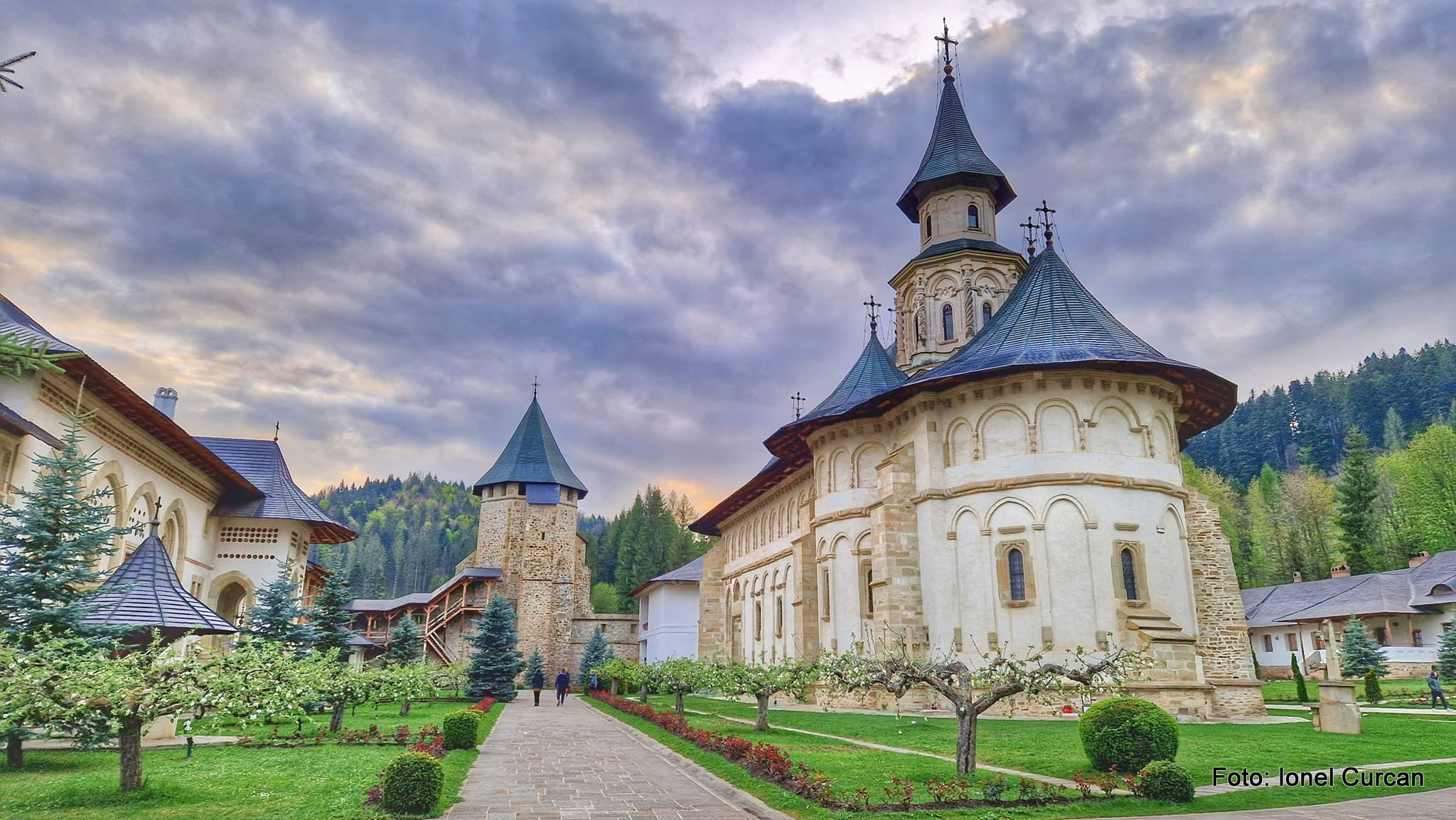
Mănăstirea Putna
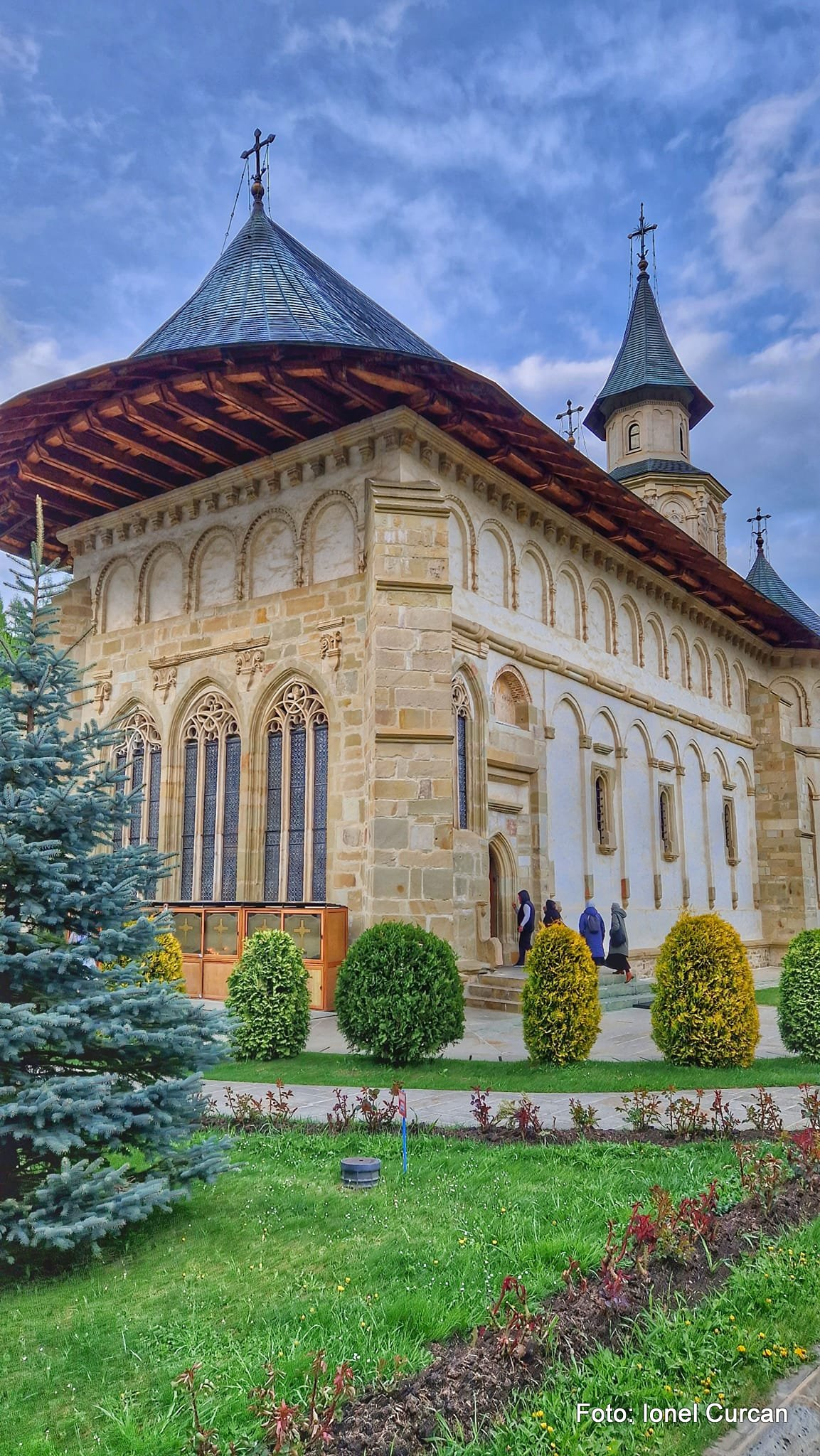
Mănăstirea Putna
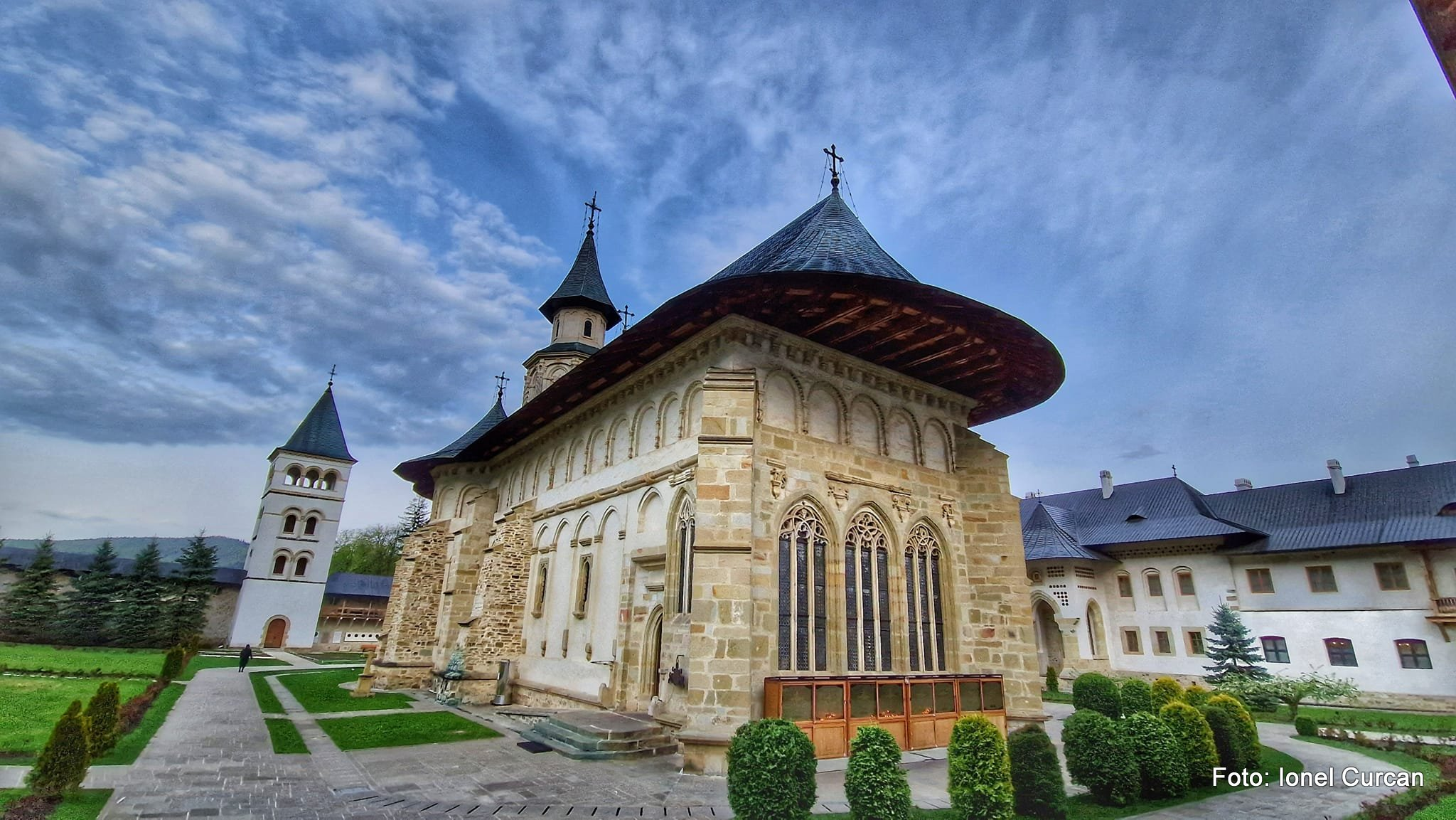
Mănăstirea Putna
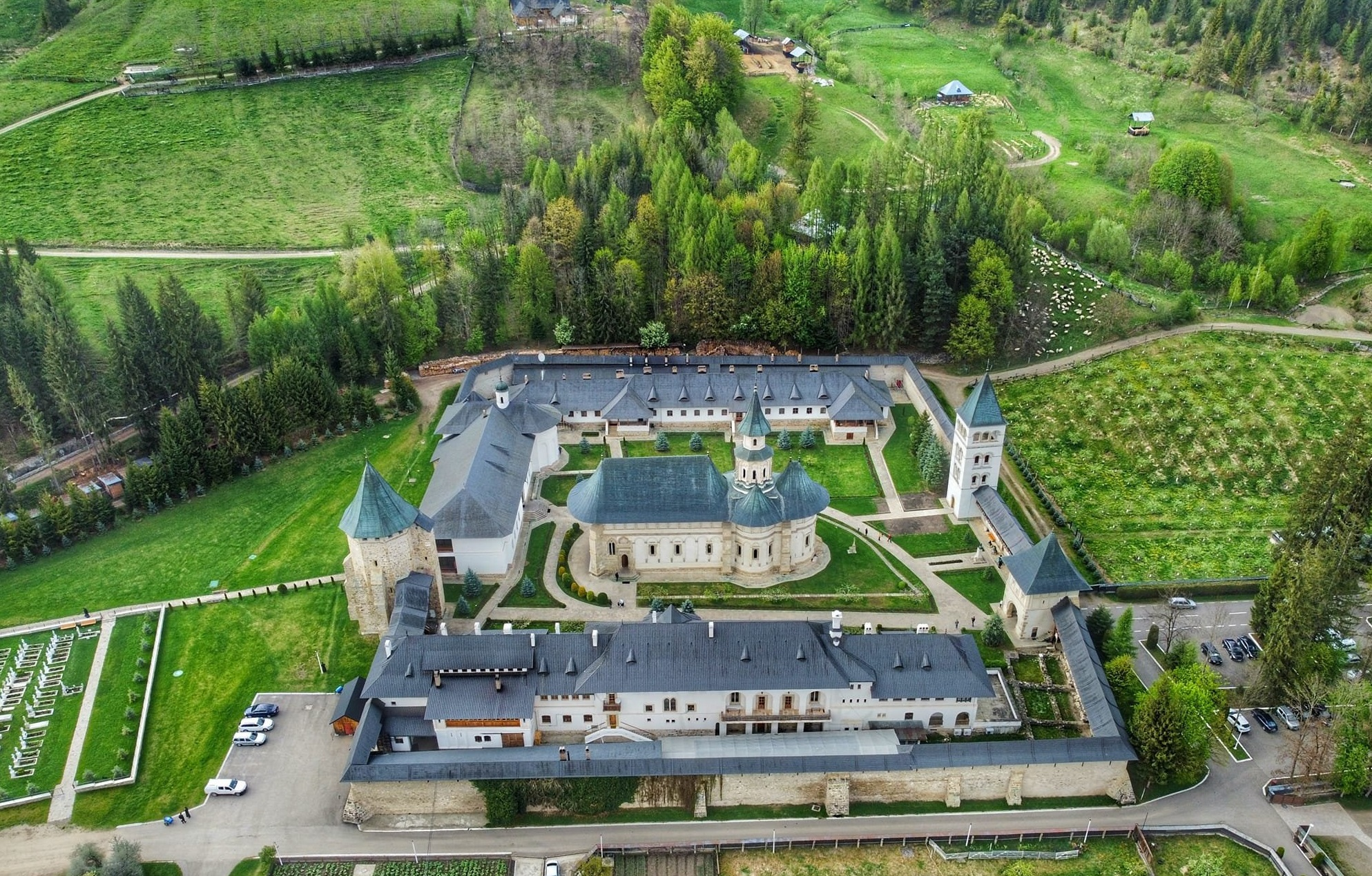
Mănăstirea Putna, văzută de sus
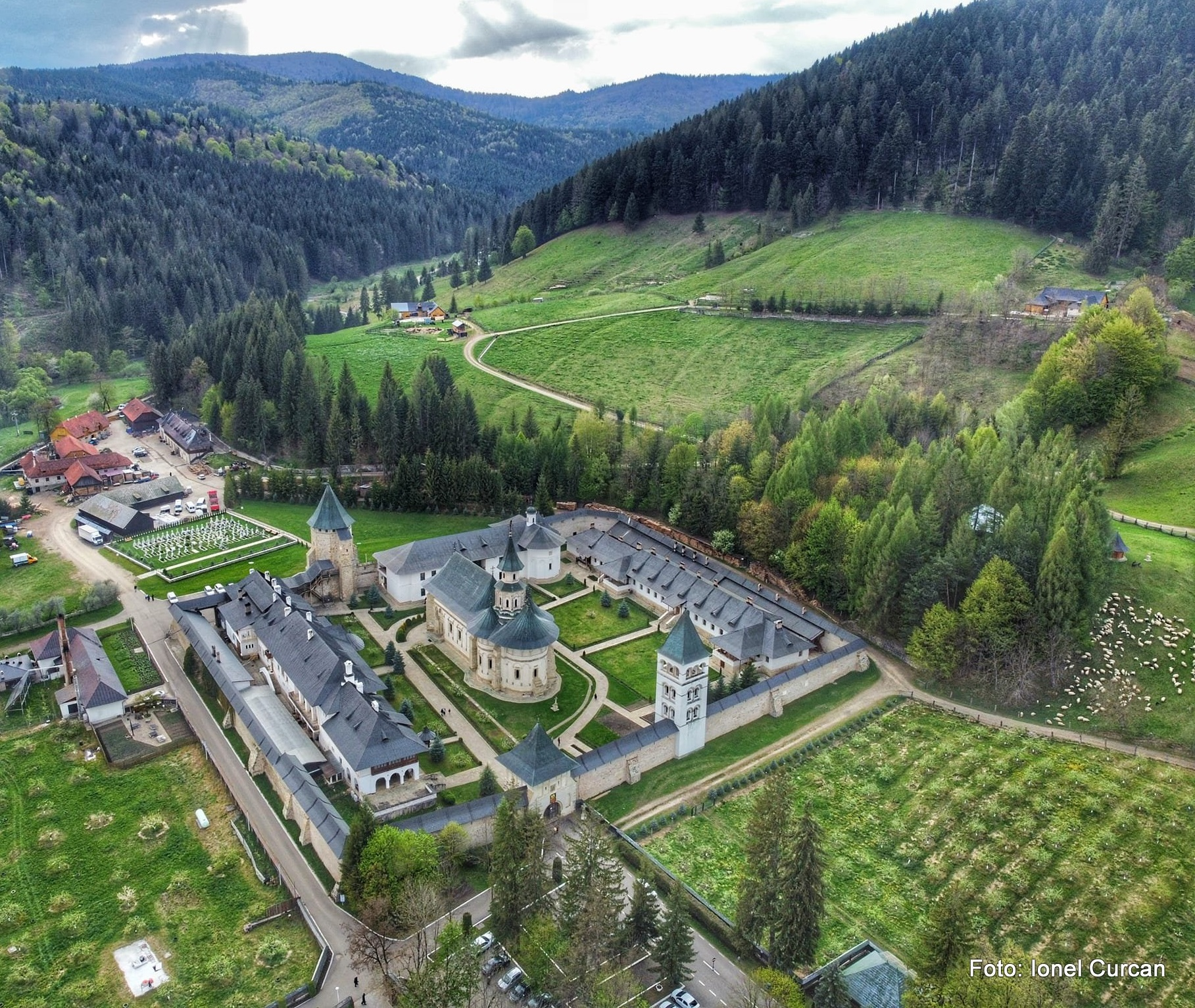
Mănăstirea Putna, văzută de sus
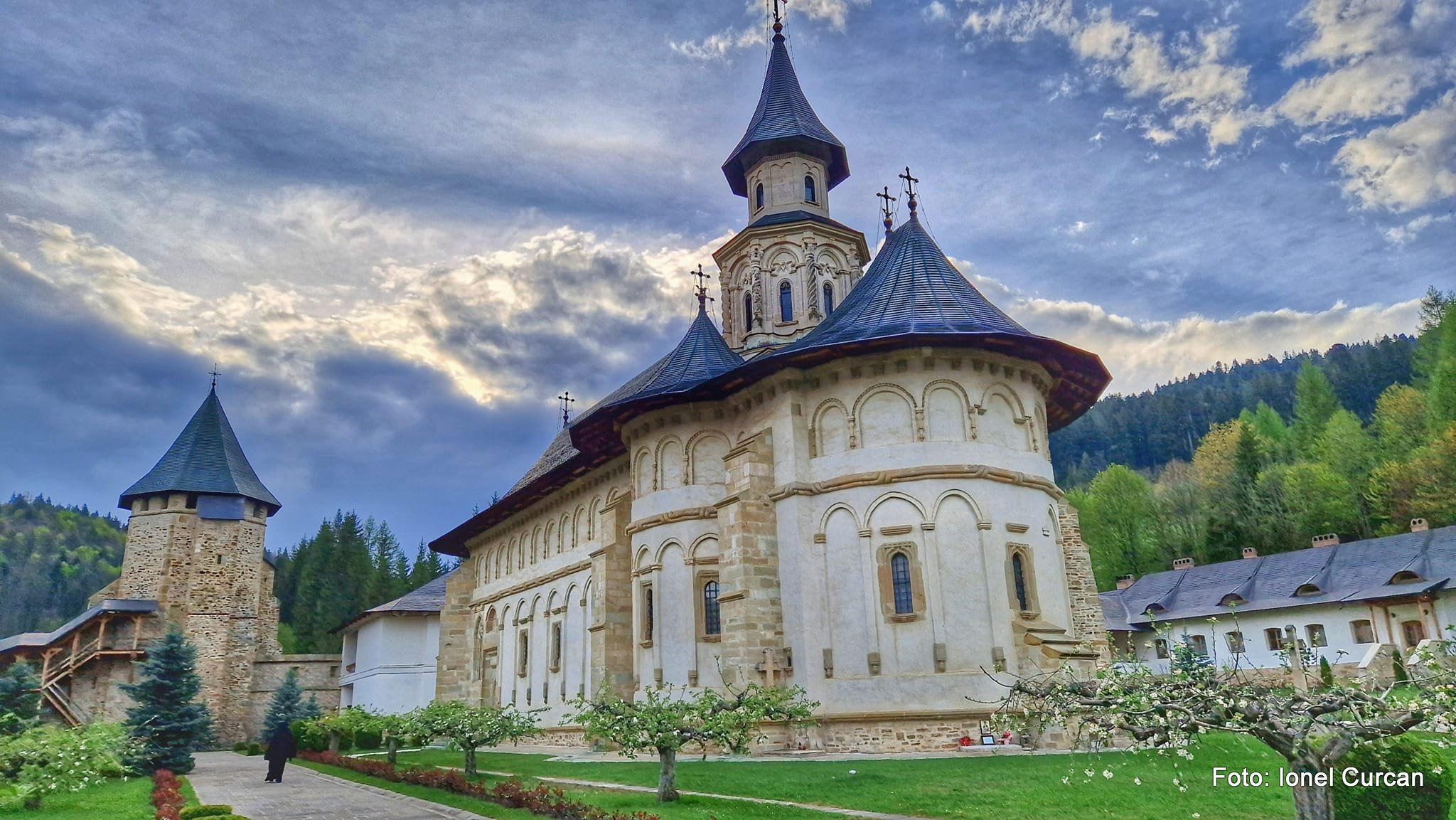
Mănăstirea Putna
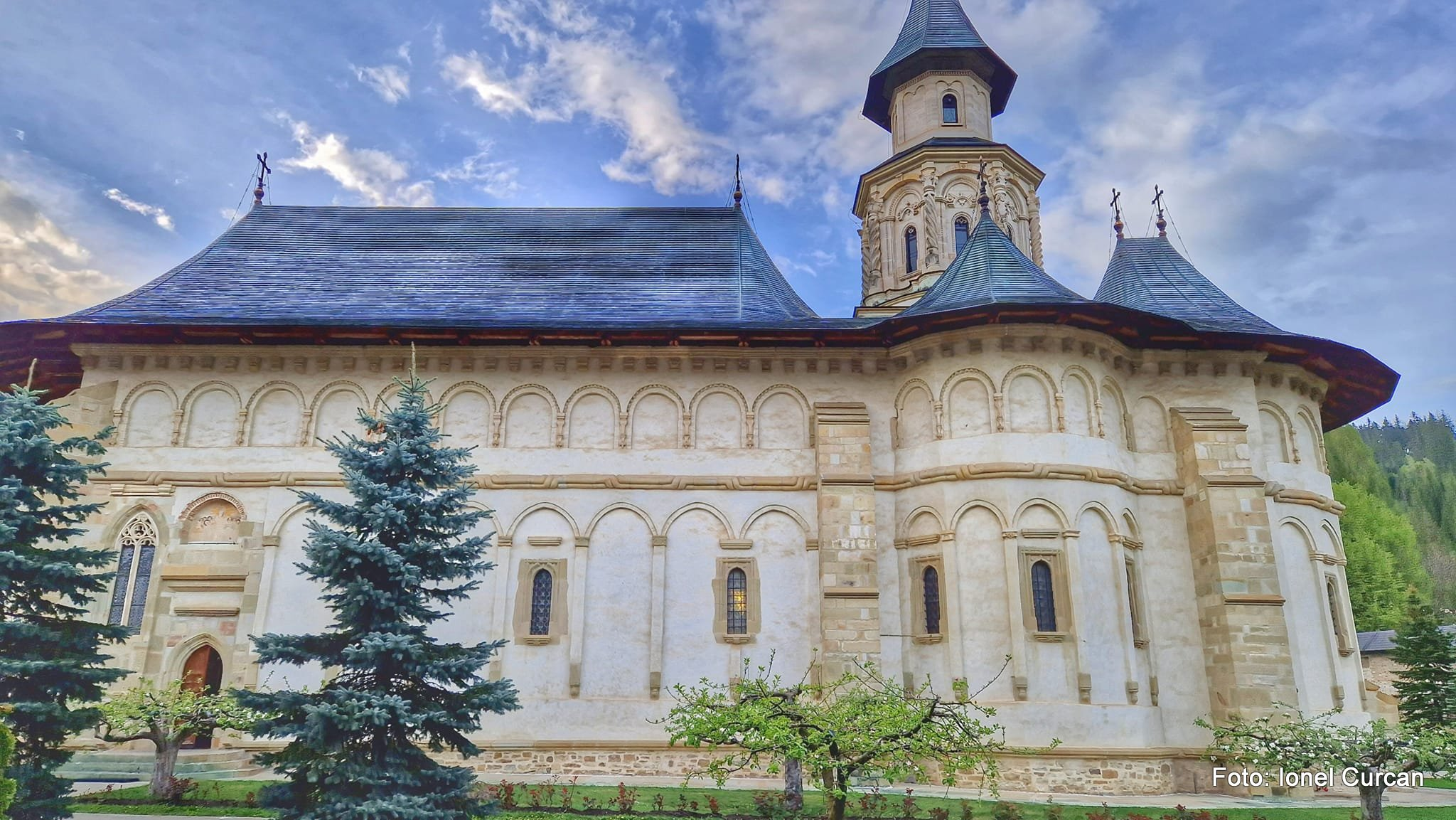
Mănăstirea Putna
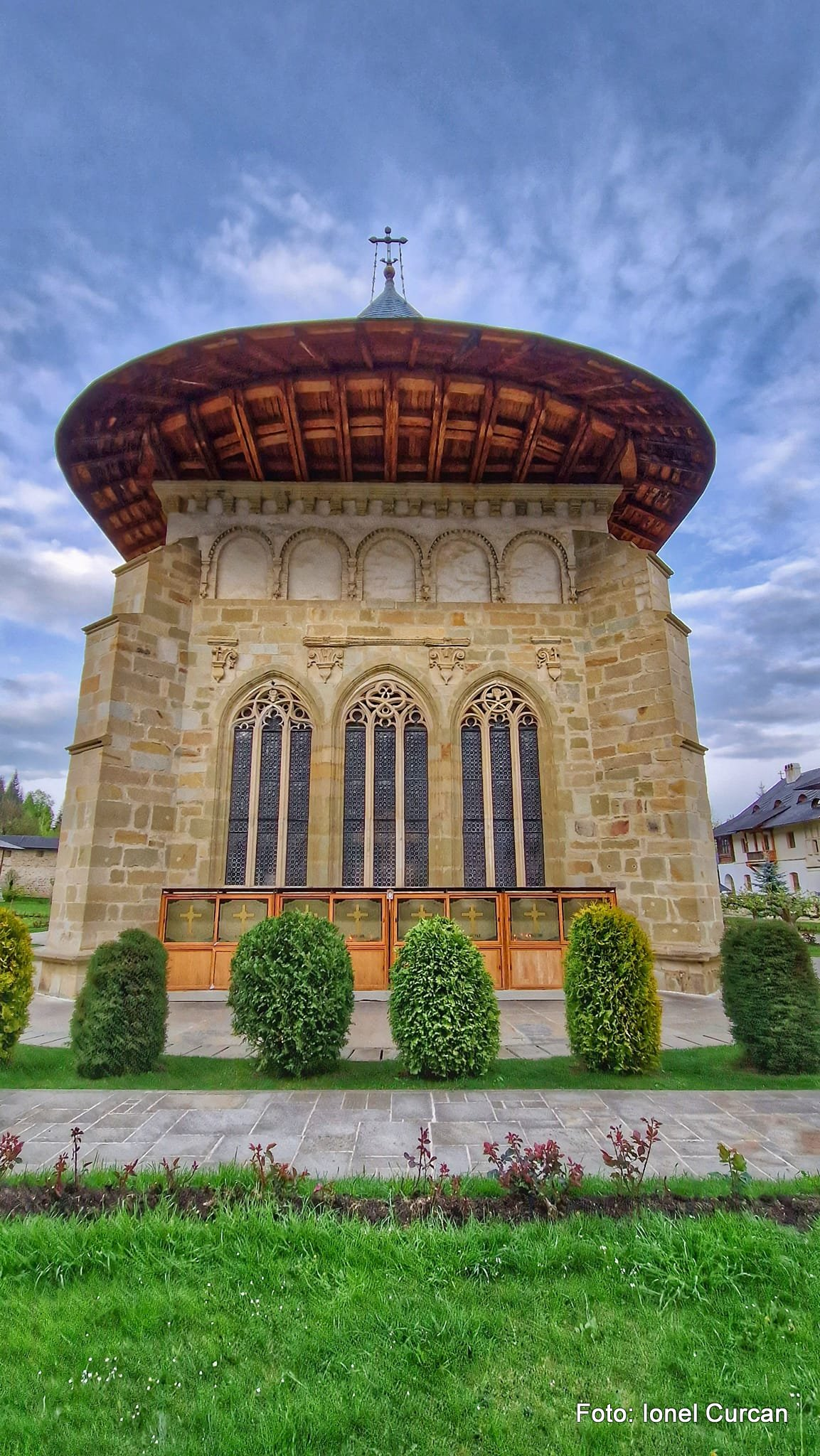
Mănăstirea Putna
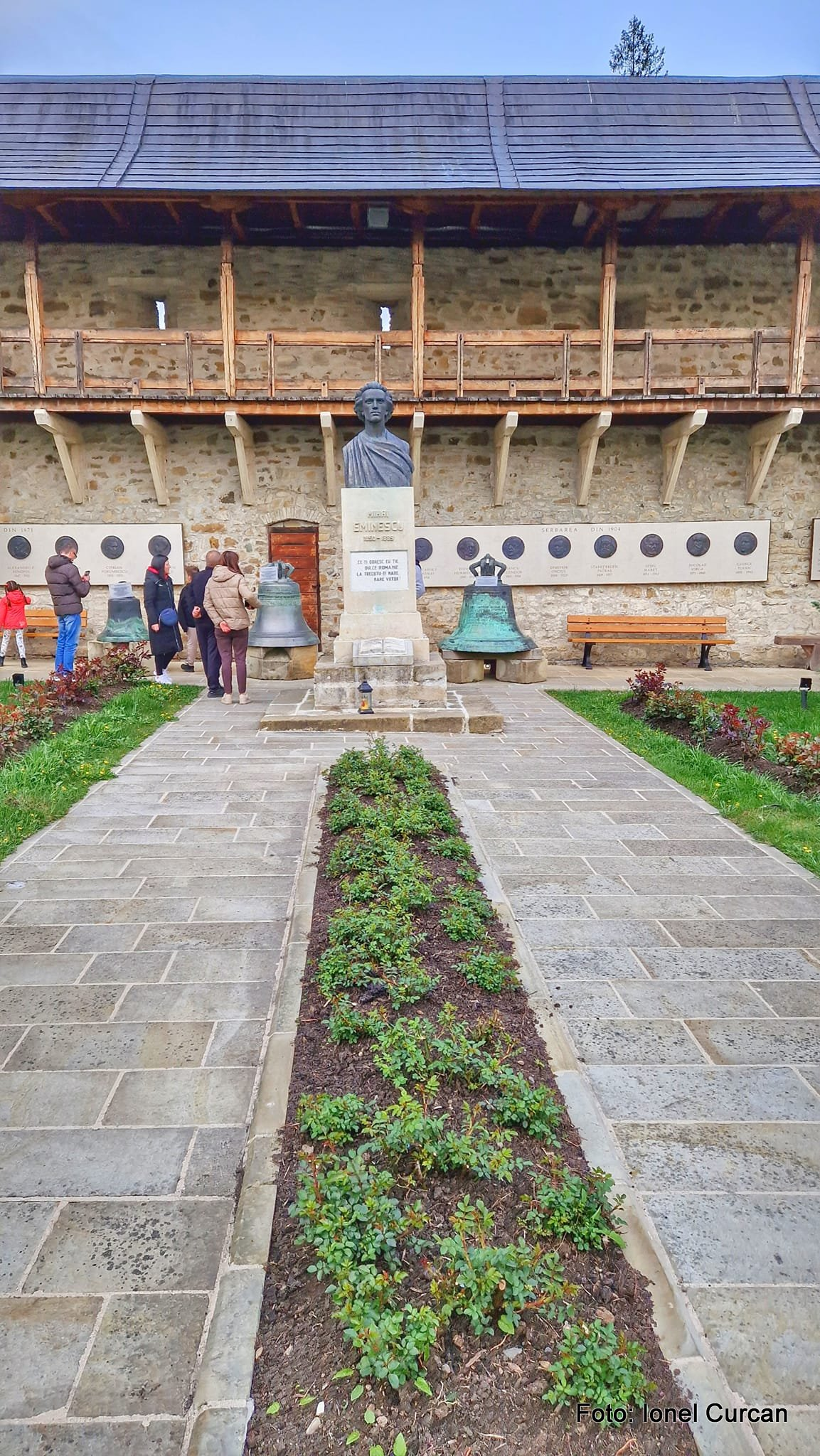
Statuia lui Mihai Eminescu
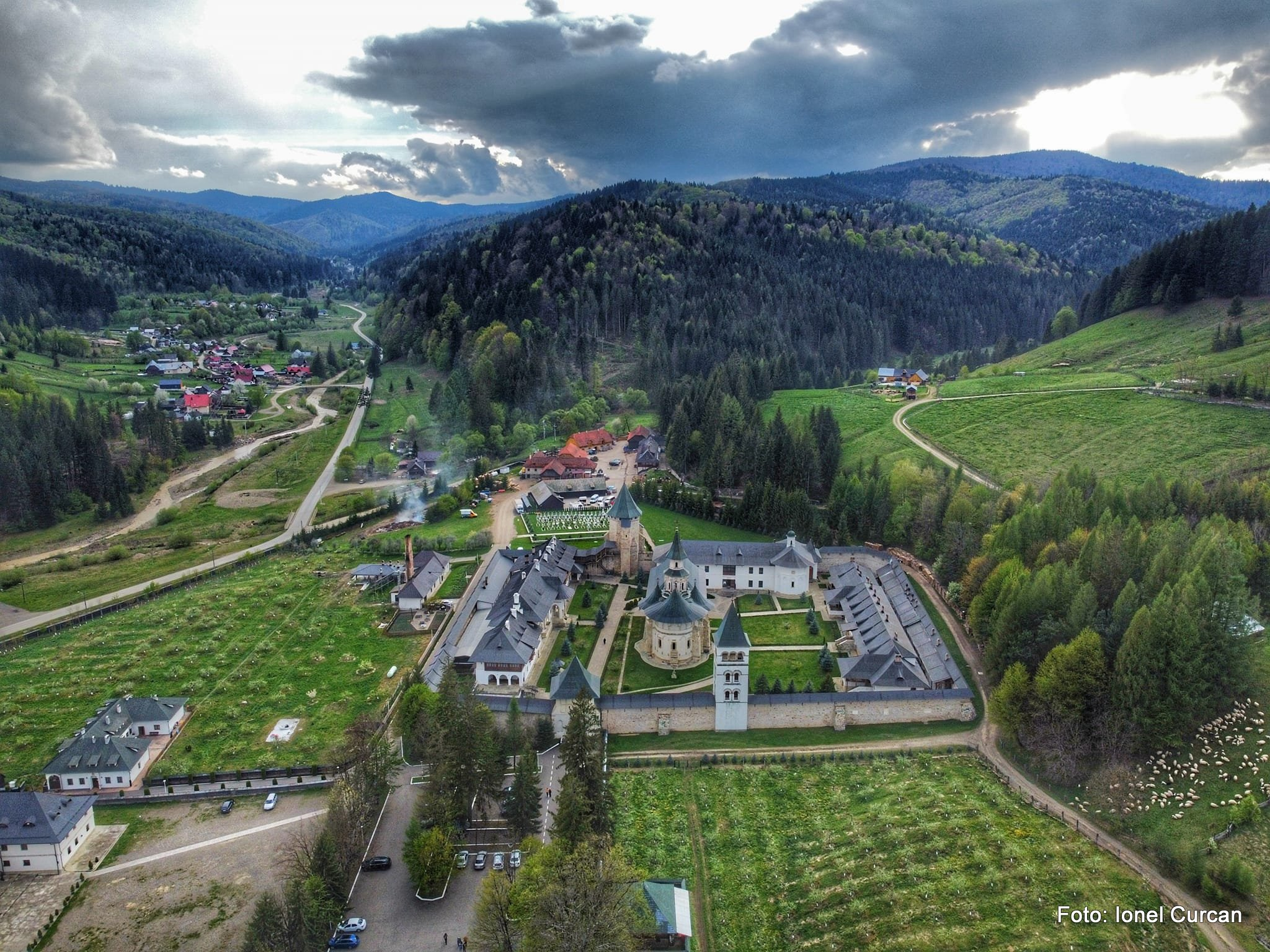
Mănăstirea Putna, văzută de sus
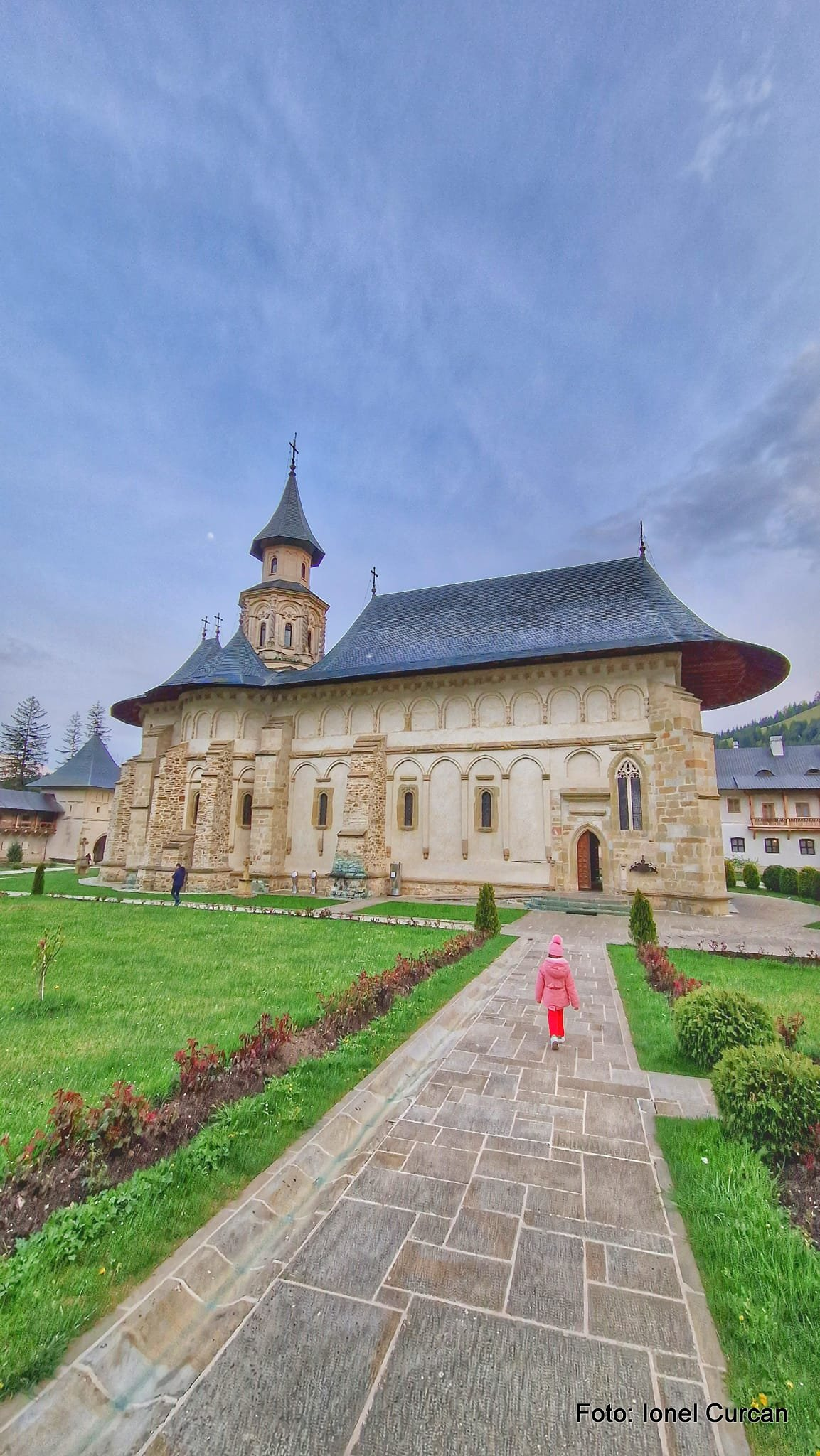
Mănăstirea Putna
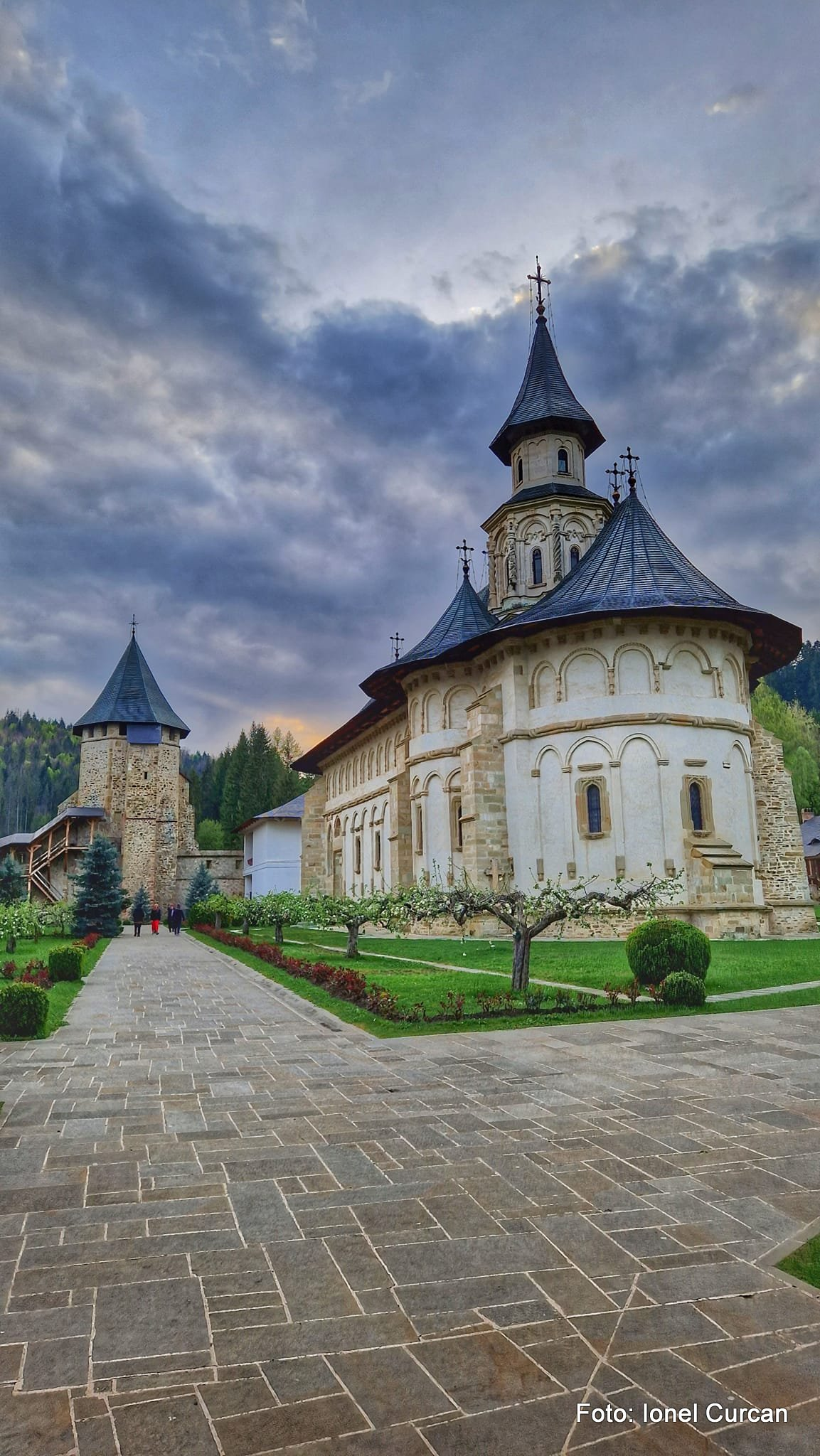
Mănăstirea Putna
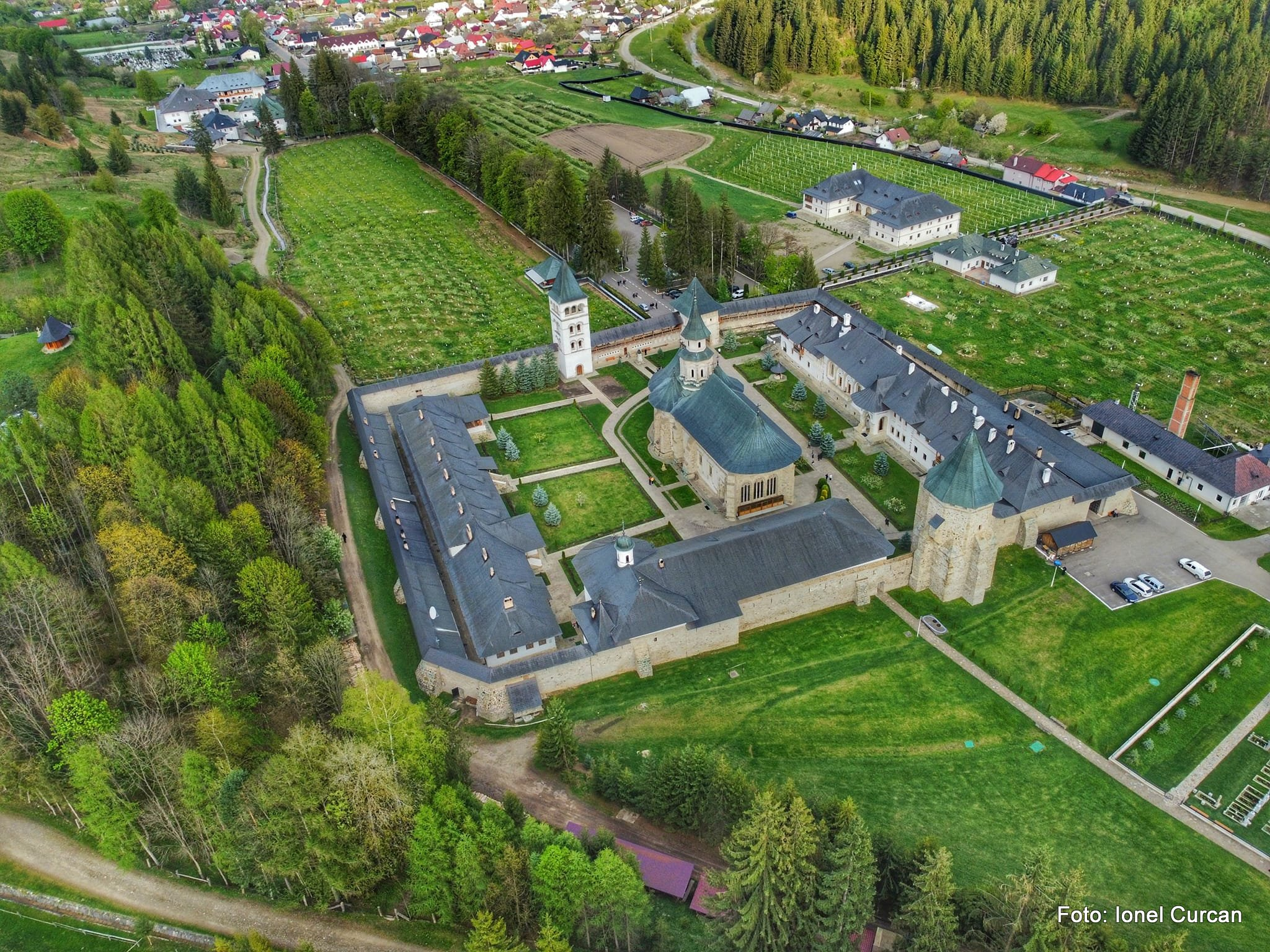
Mănăstirea Putna, văzută de sus
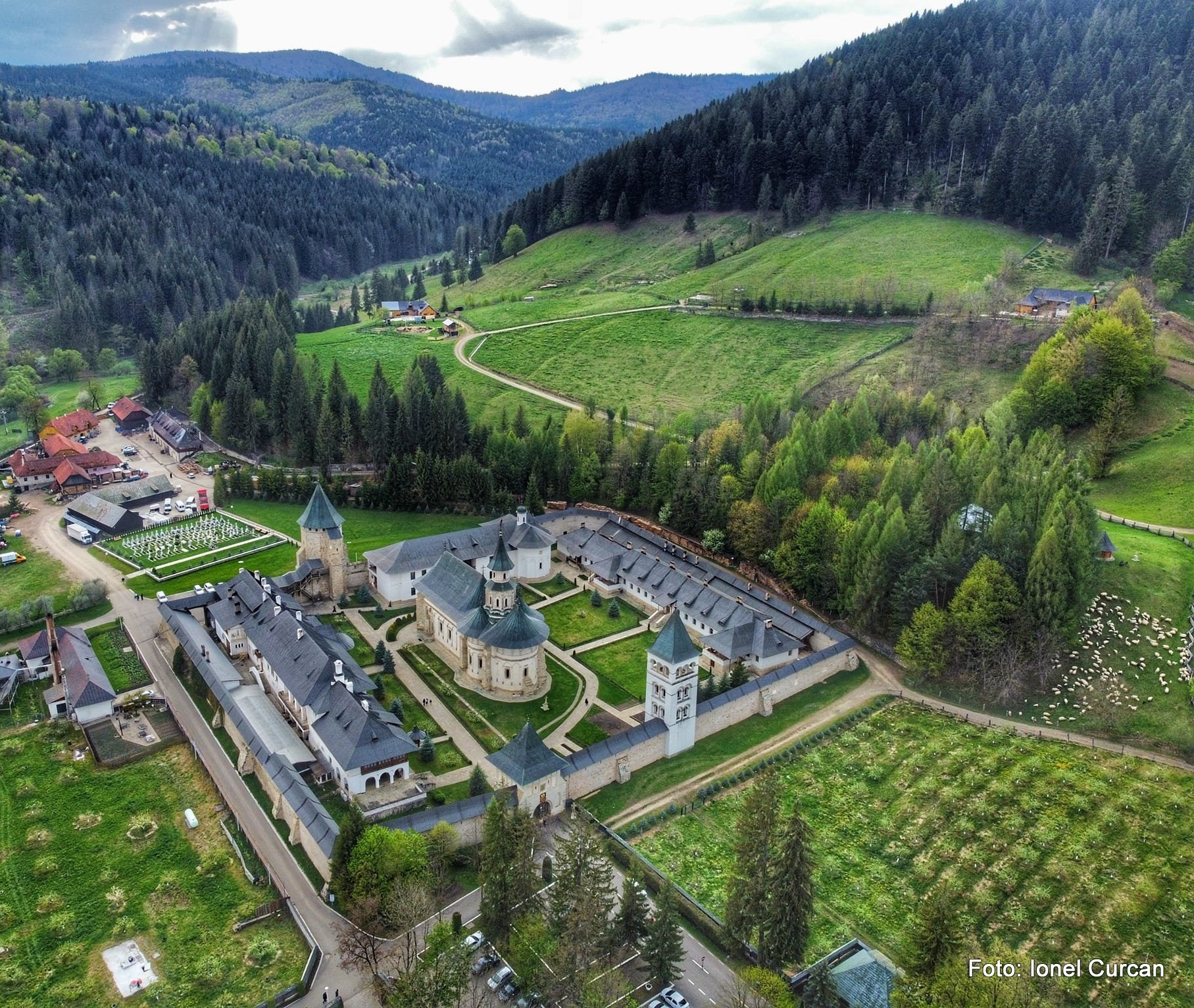
Mănăstirea Putna, văzută de sus
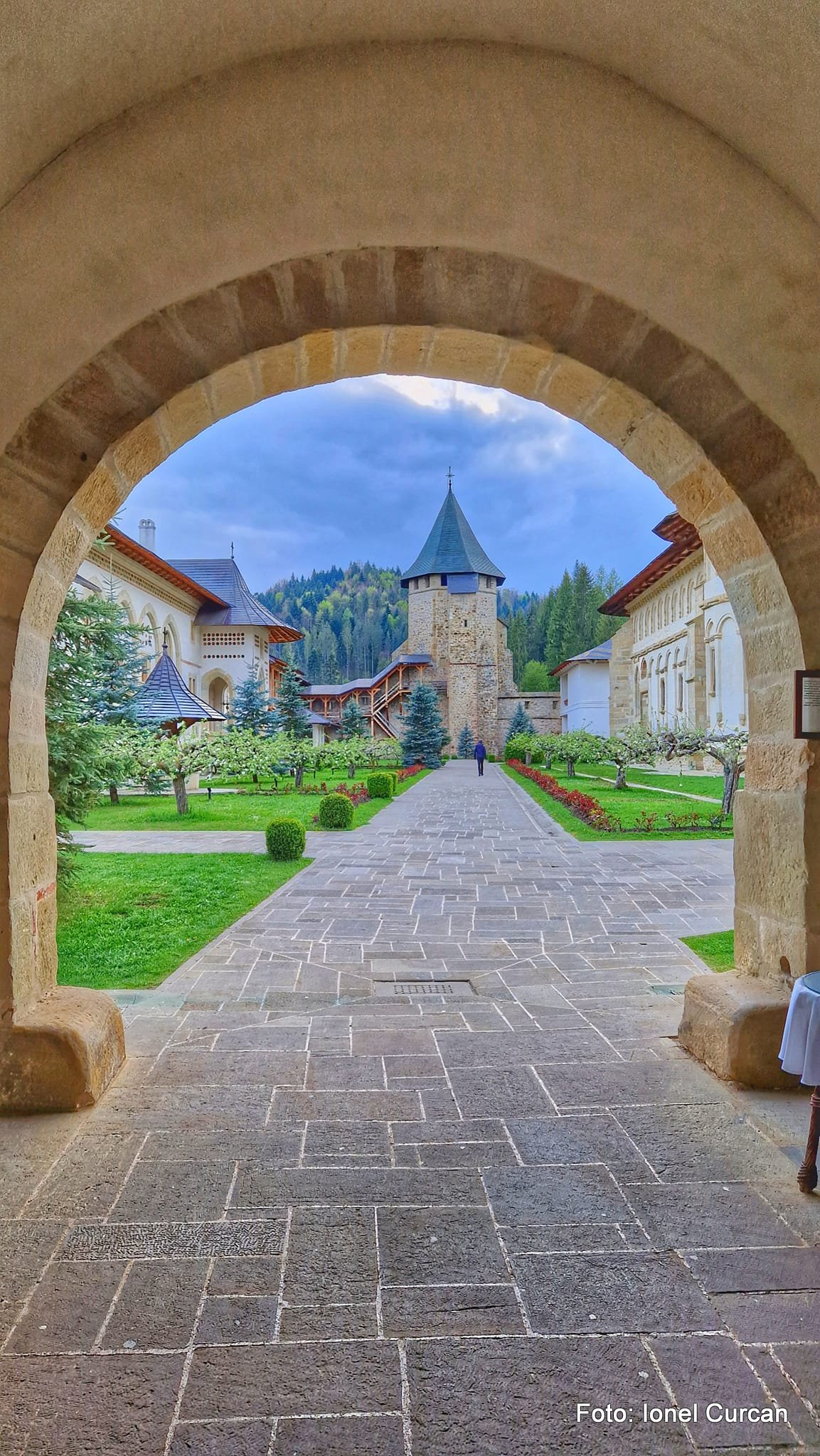
Intrare Mănăstirea Putna
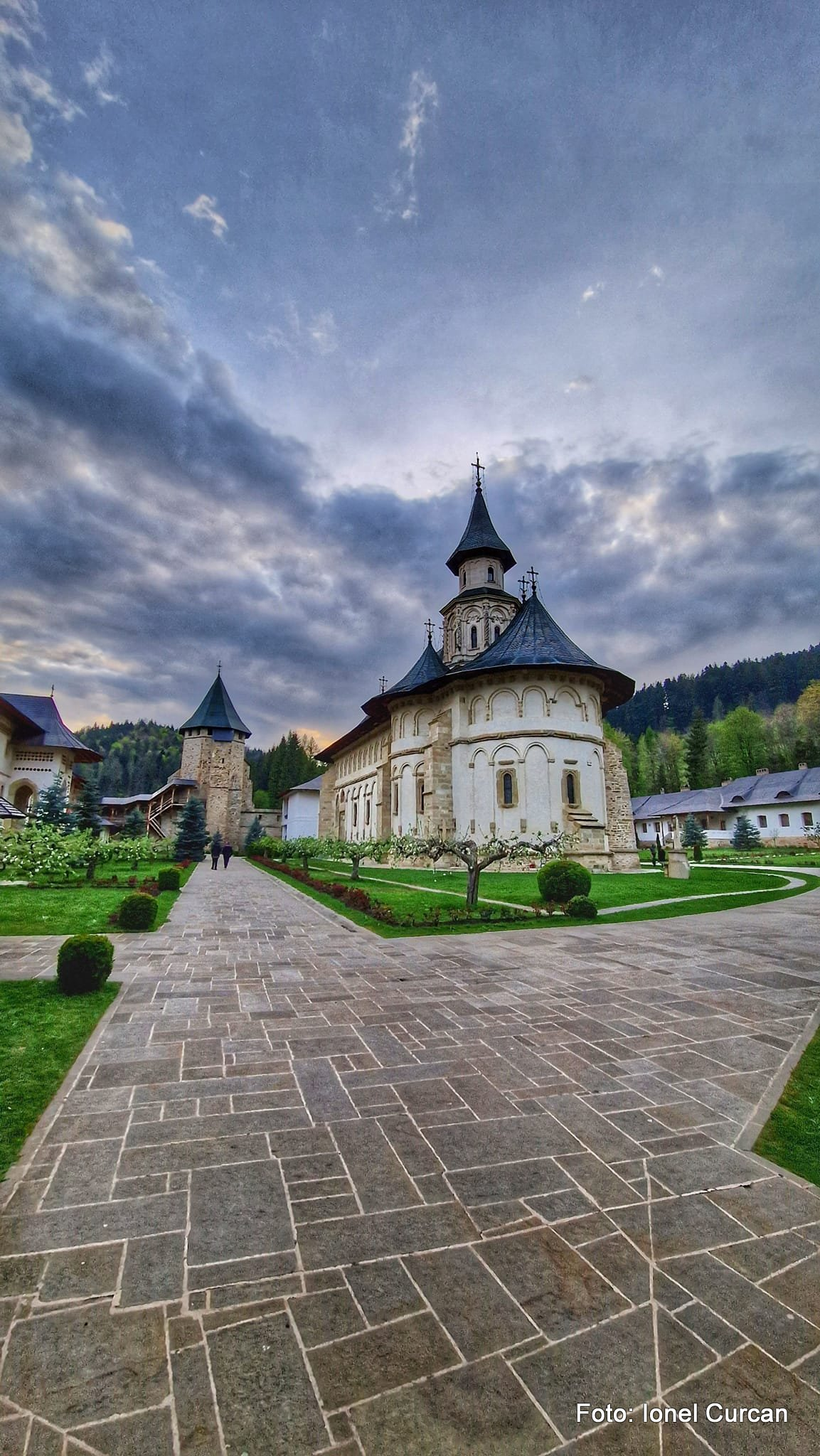
Mănăstirea Putna
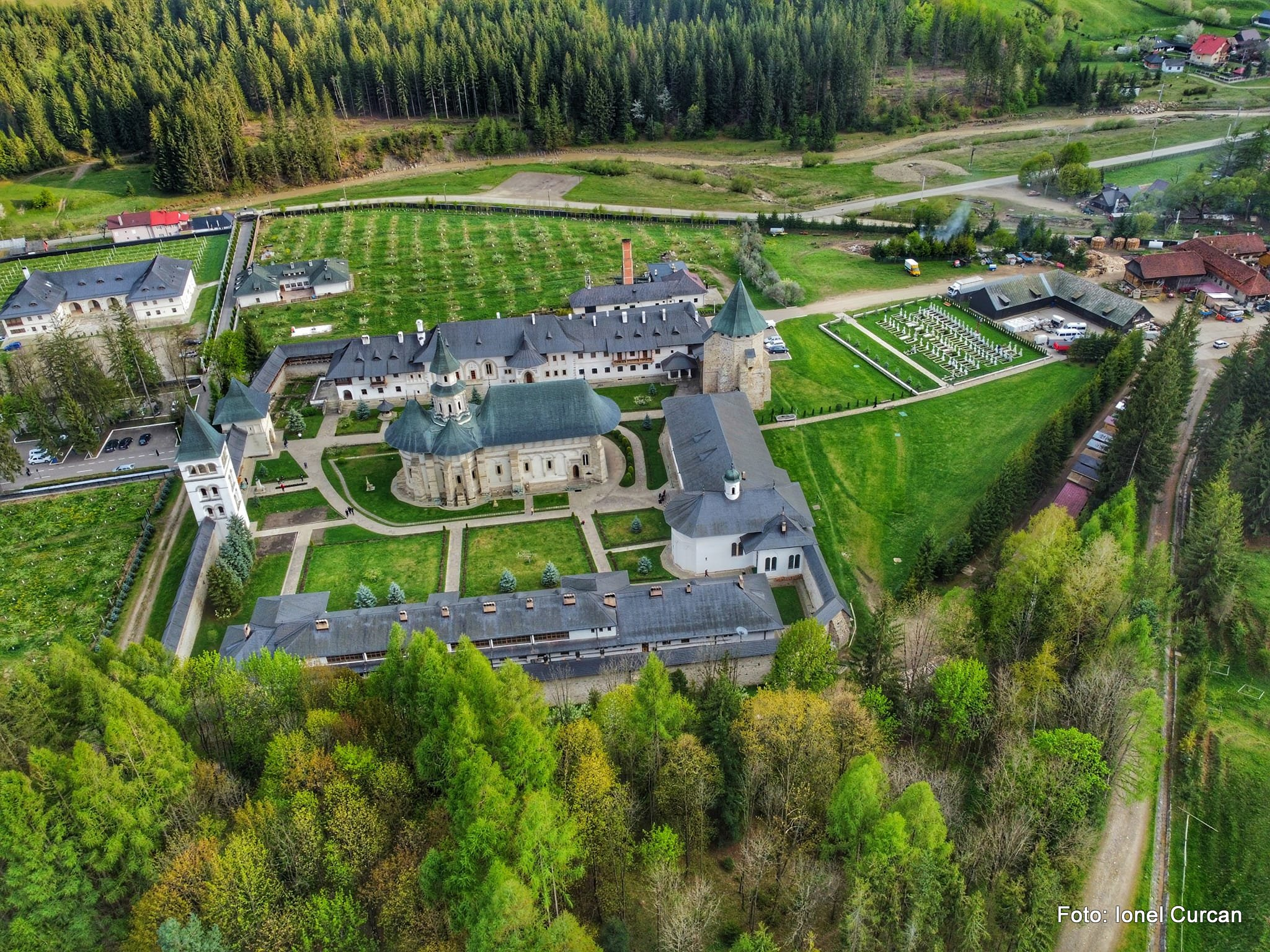
Mănăstirea Putna, văzută de sus
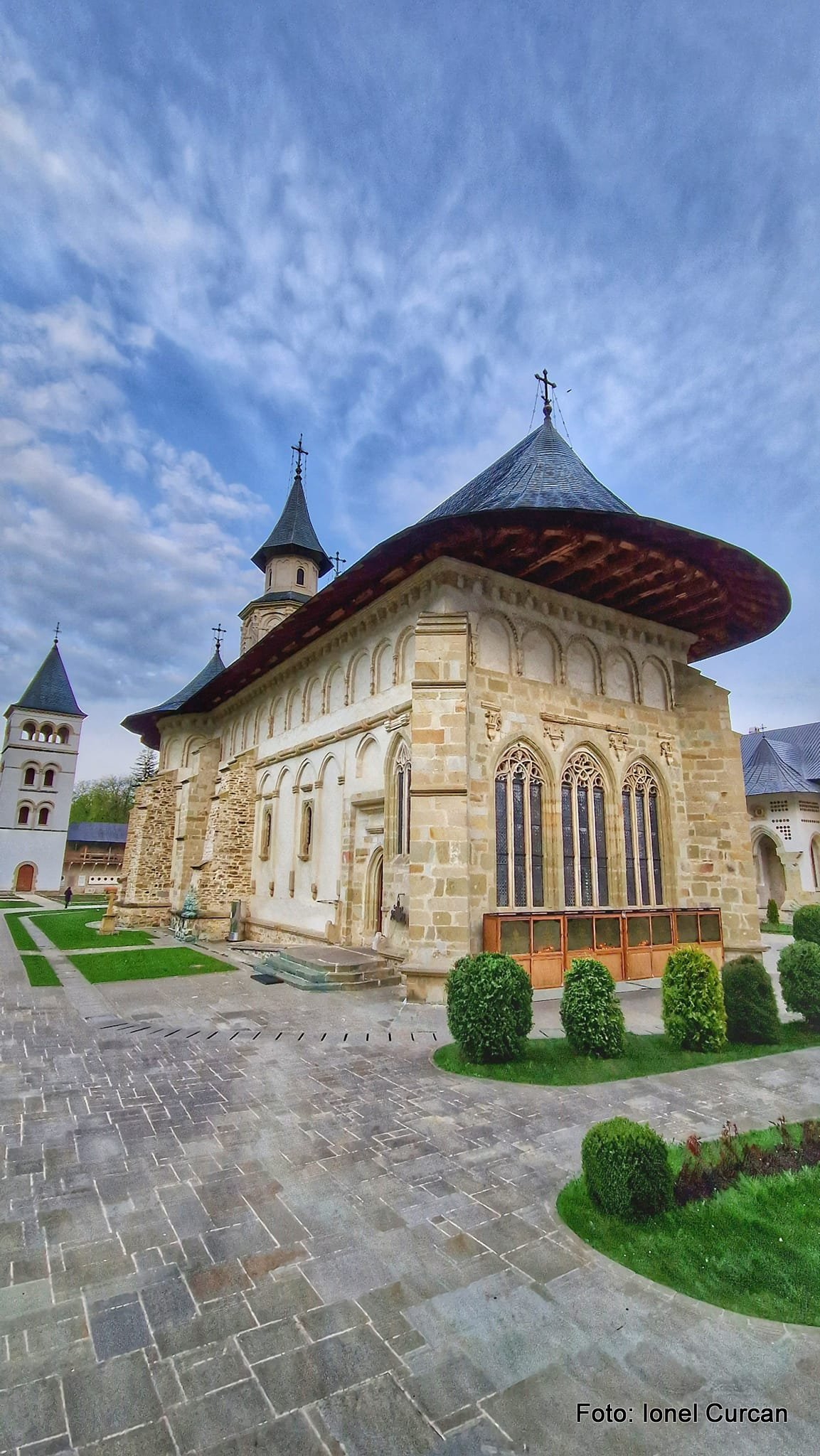
Mănăstirea Putna
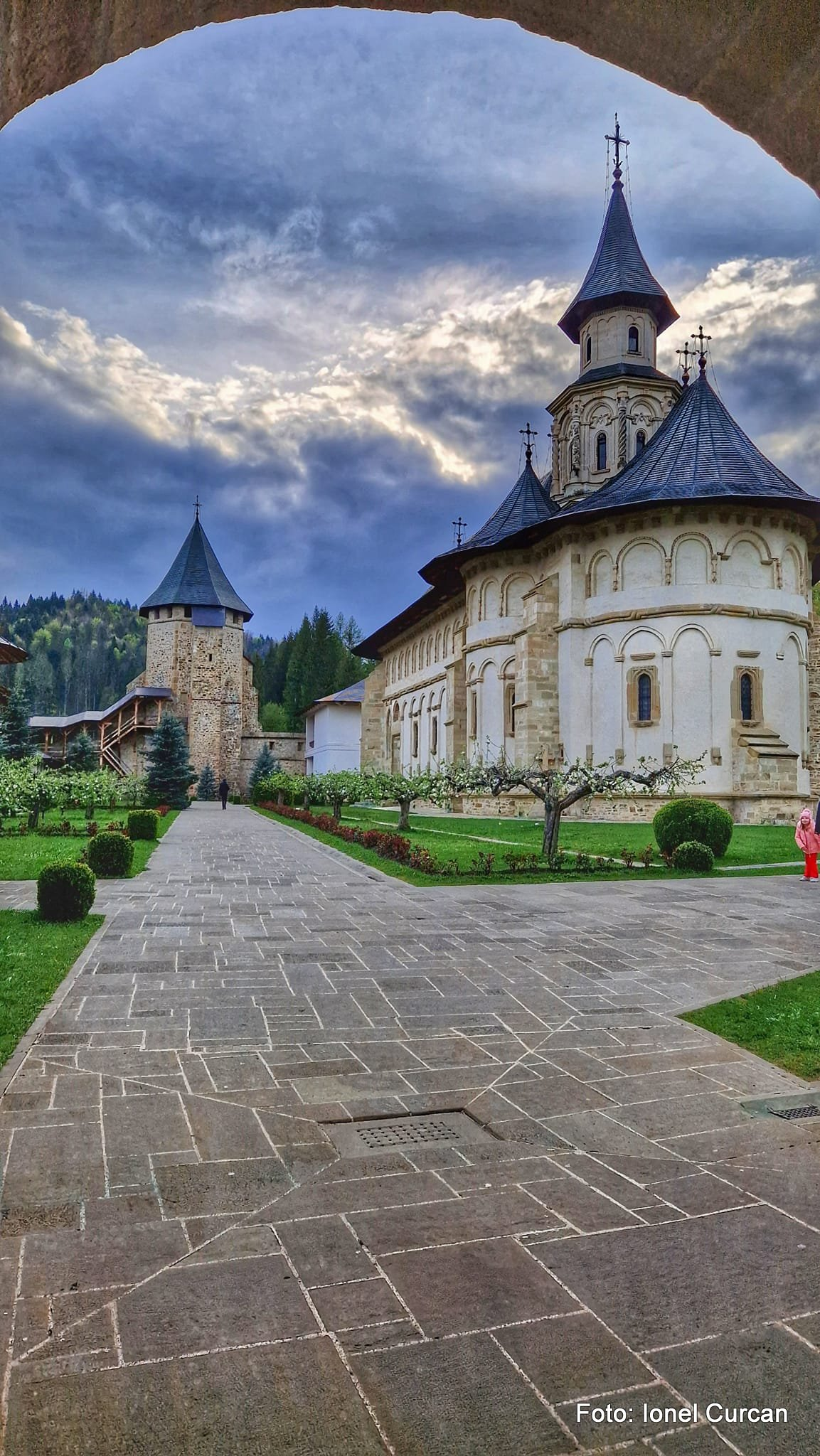
Mănăstirea Putna văzută de la intrare
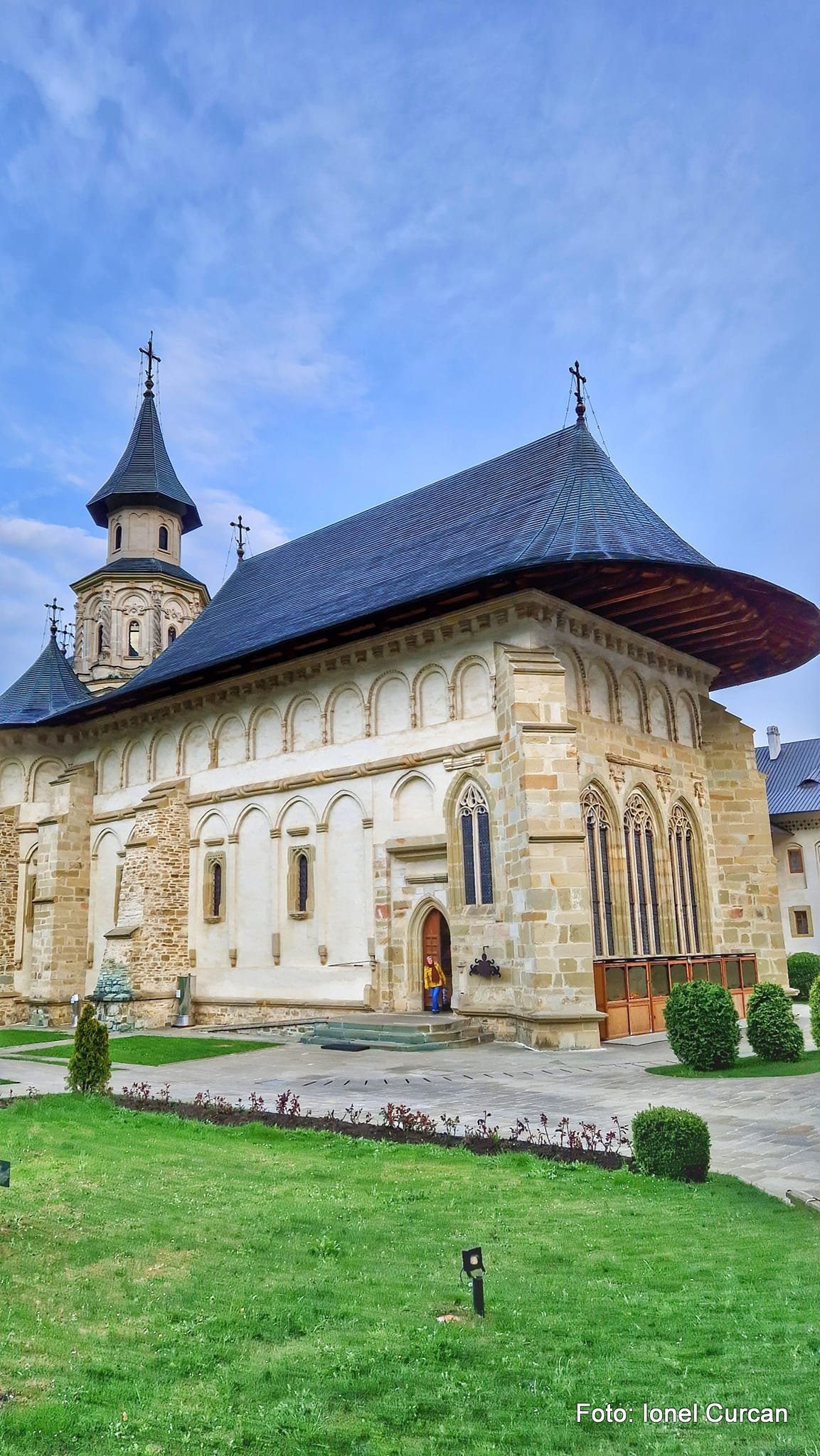
Mănăstirea Putna
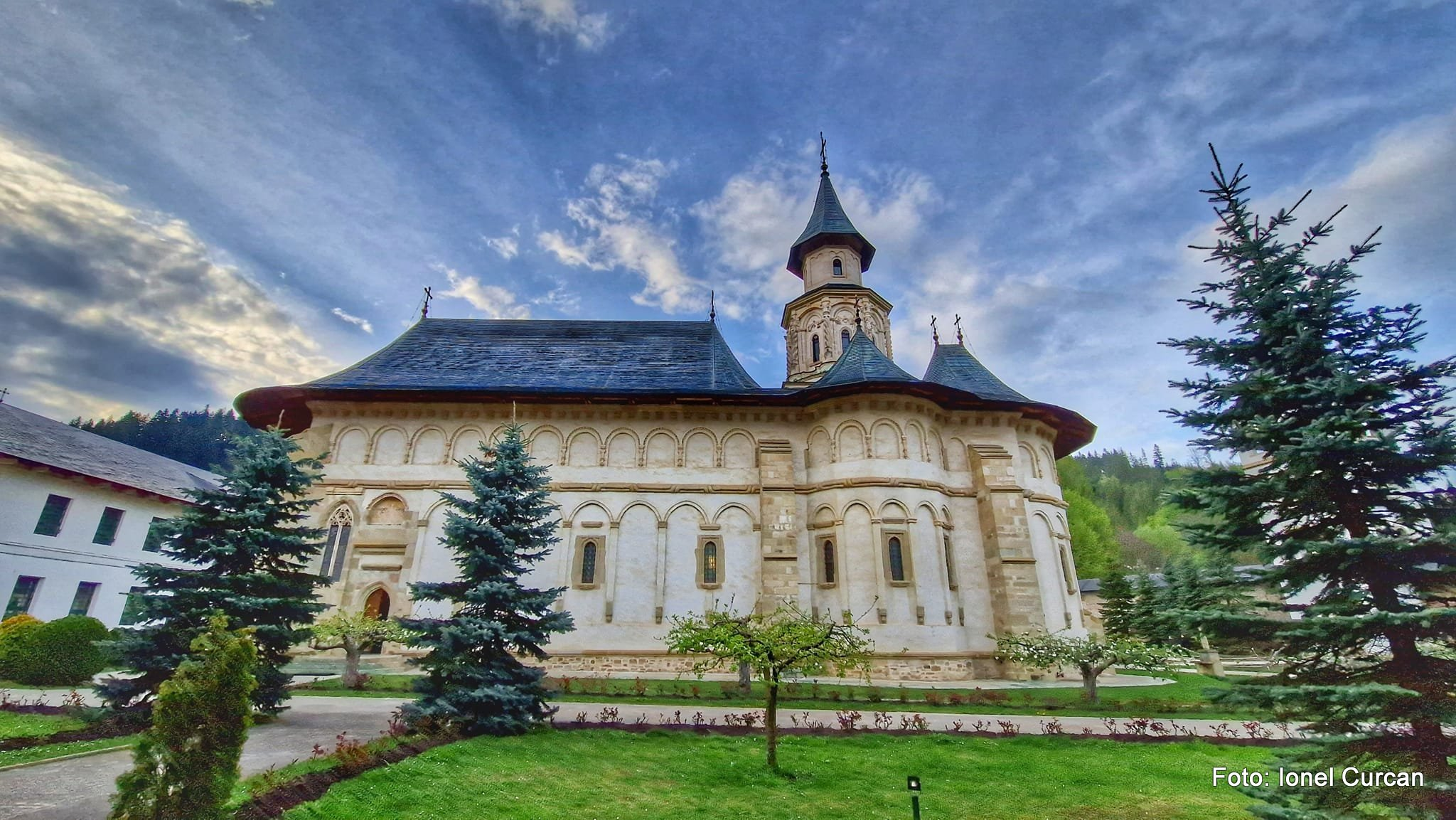
Mănăstirea Putna
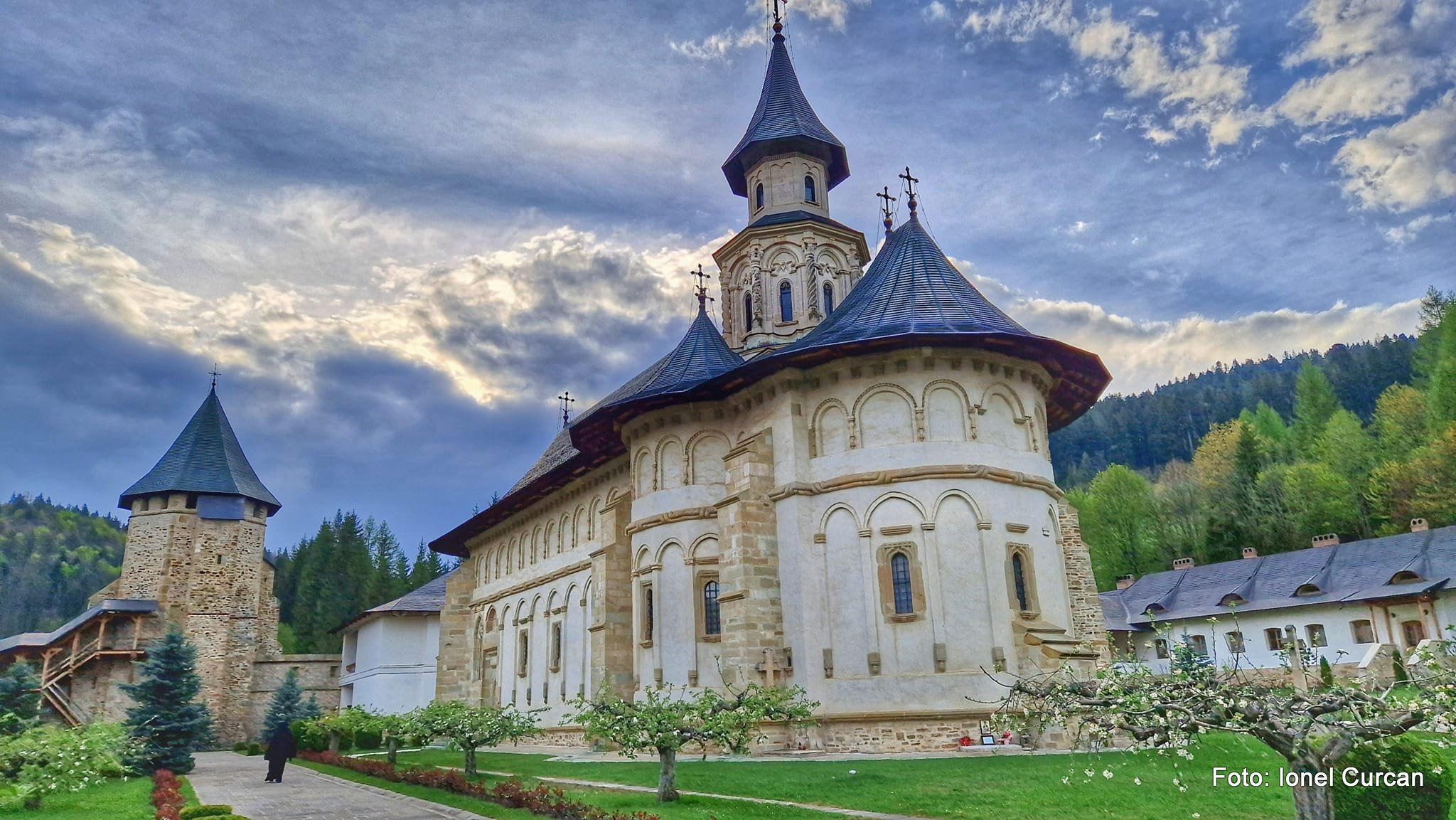
Mănăstirea Putna
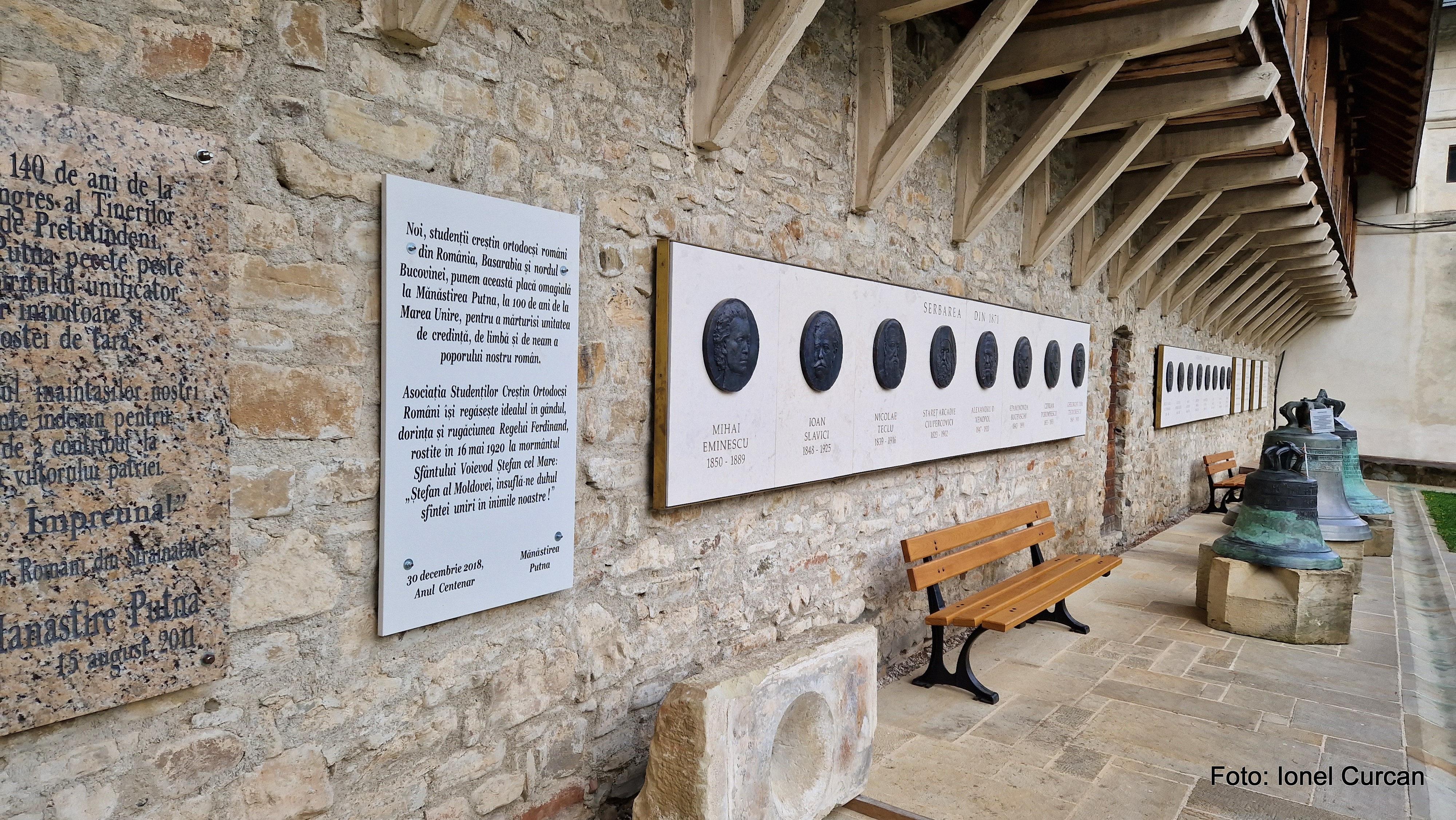
Placi comemorative
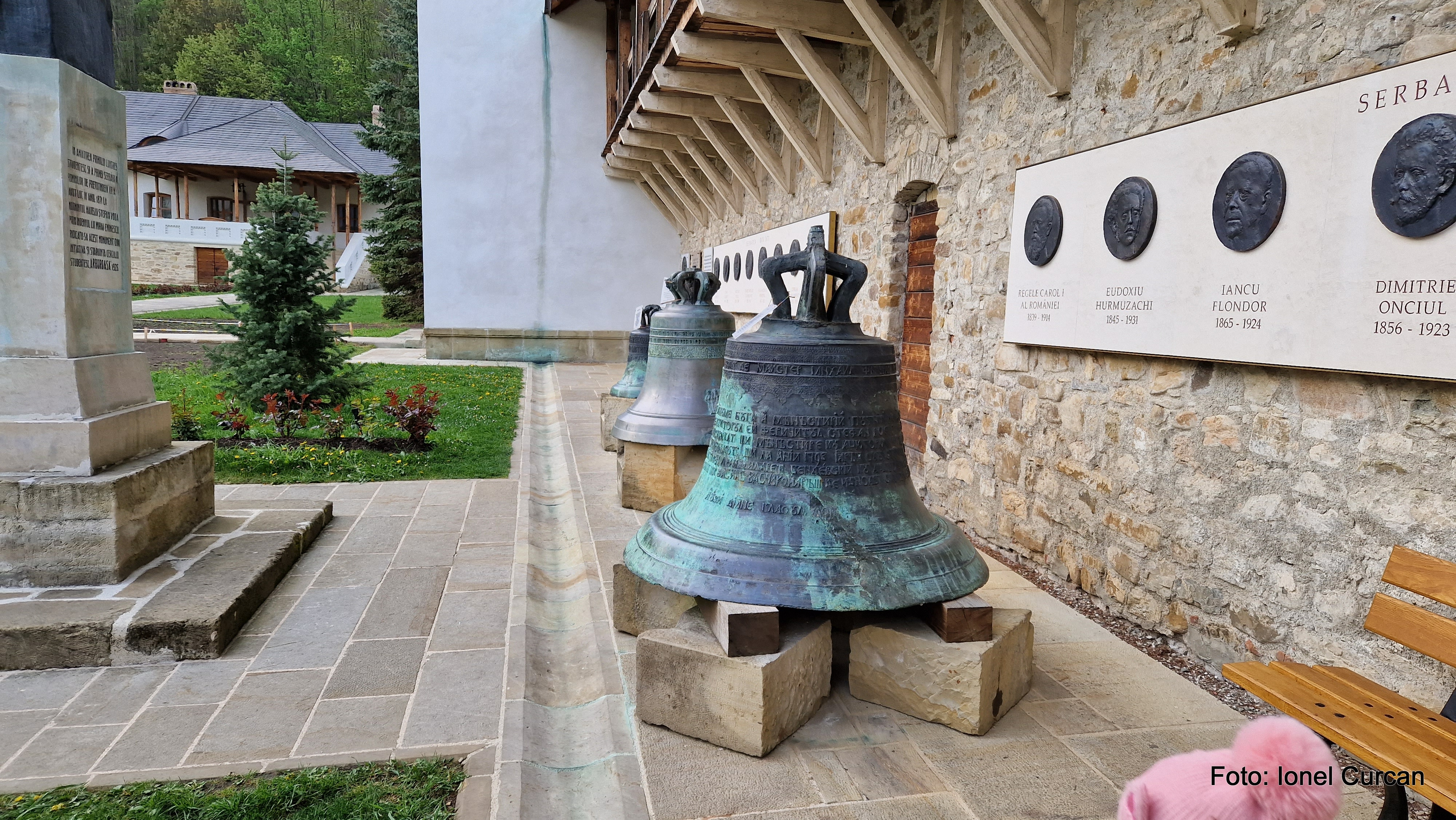
Clopote
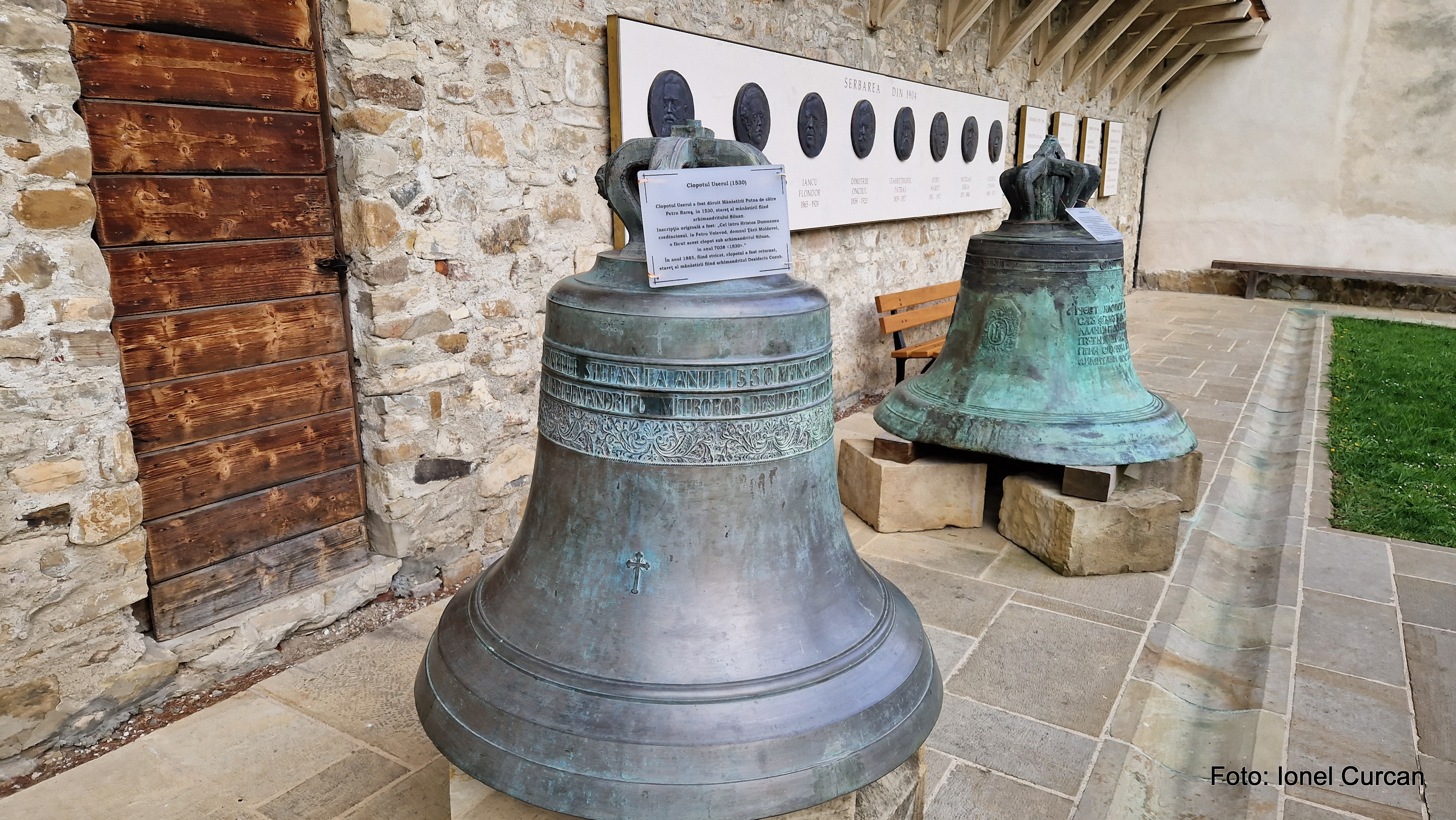
Clopote
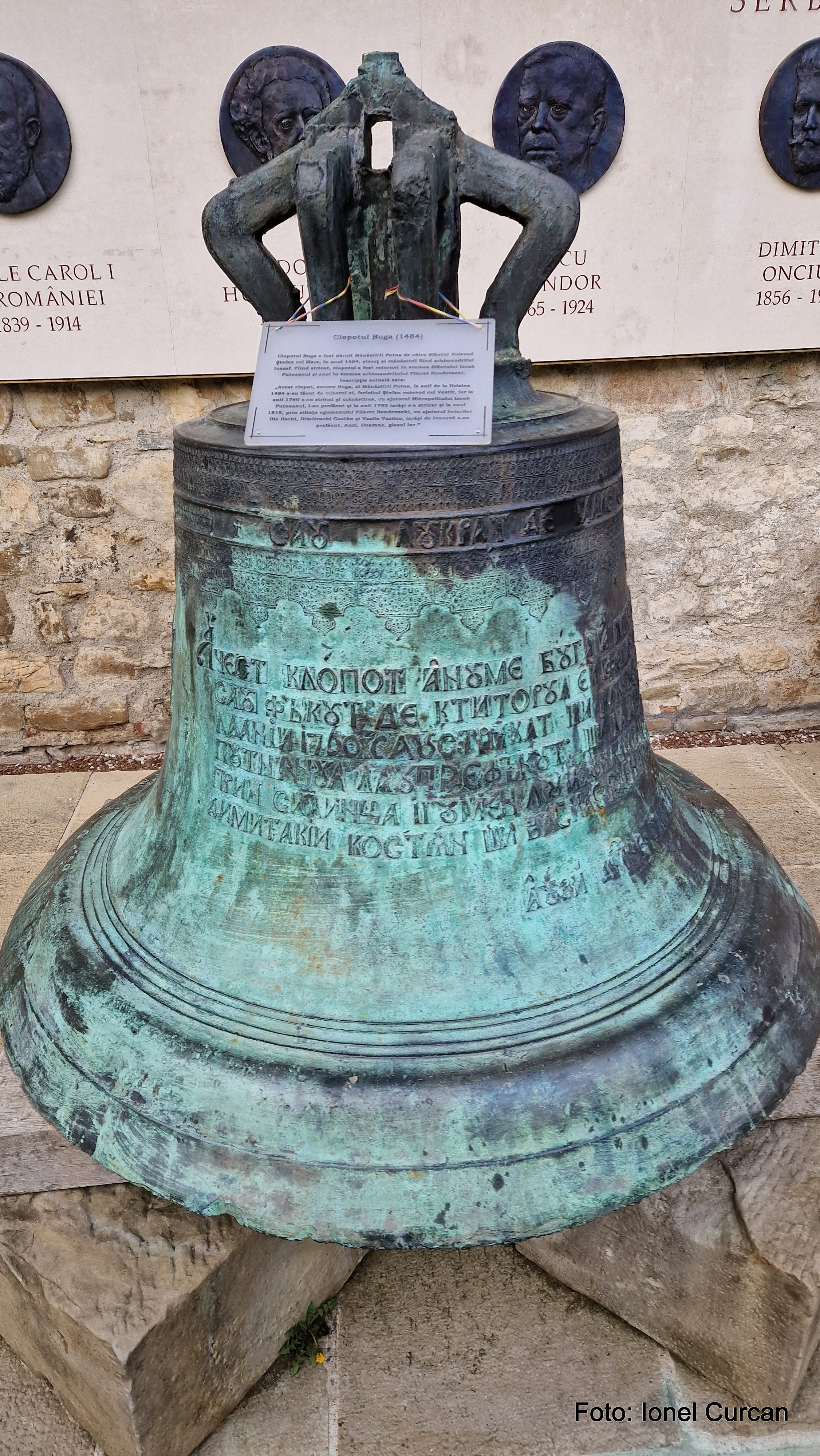
Clopotul Buga 1484
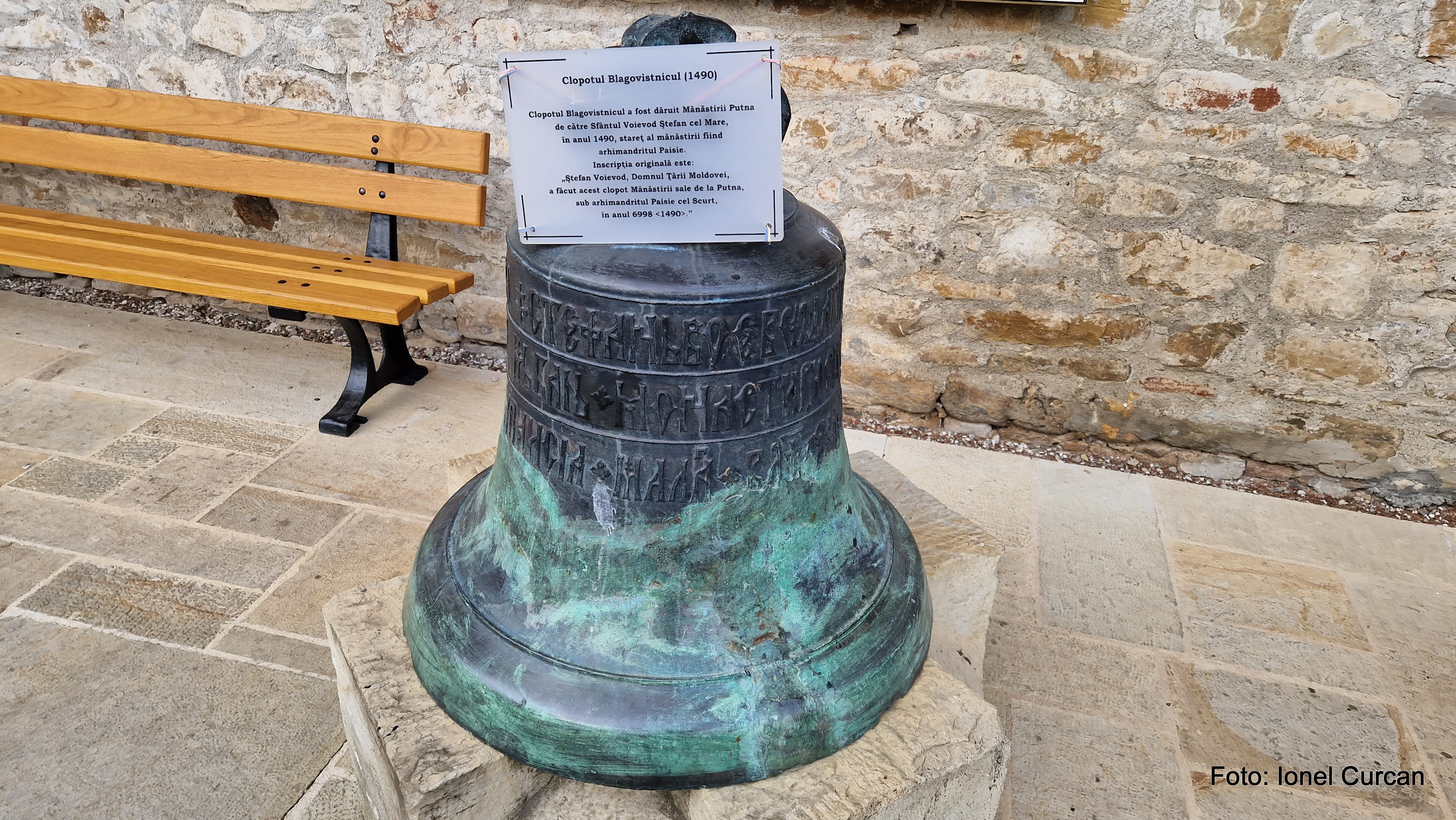
Clopotul Balgovistnicul 1490
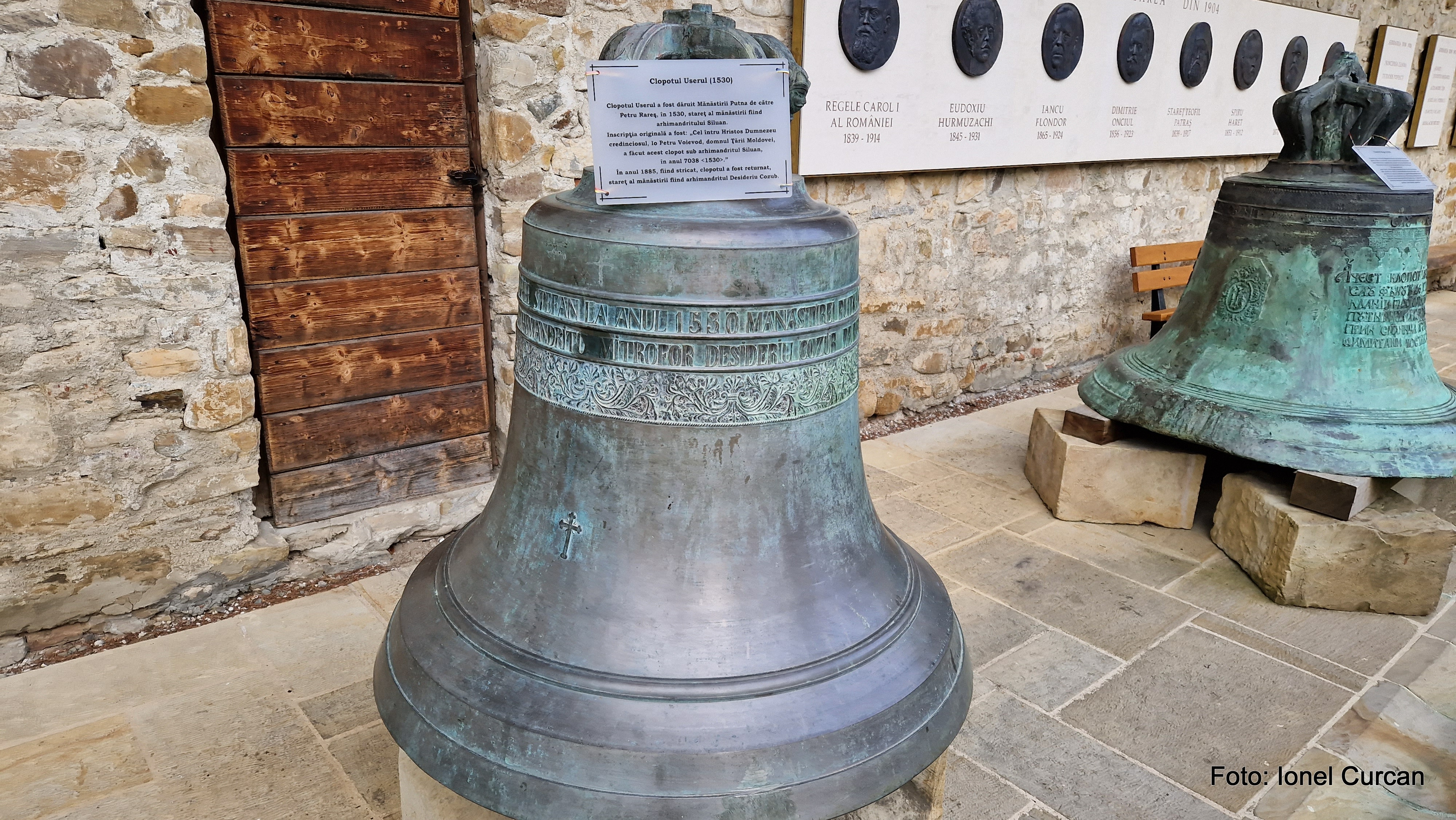
Clopotul Userul 1530
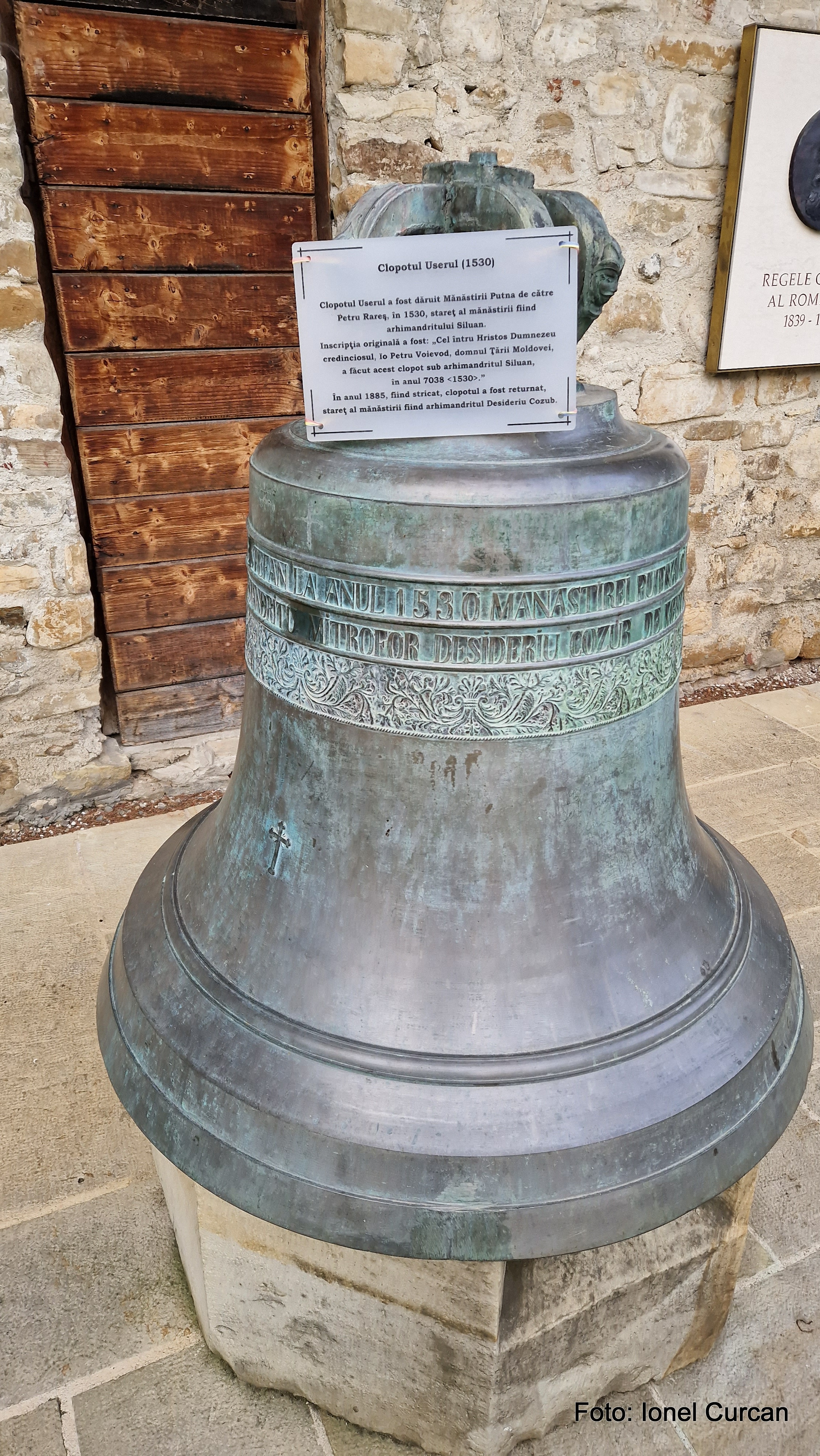
Clopotul Userul 1530
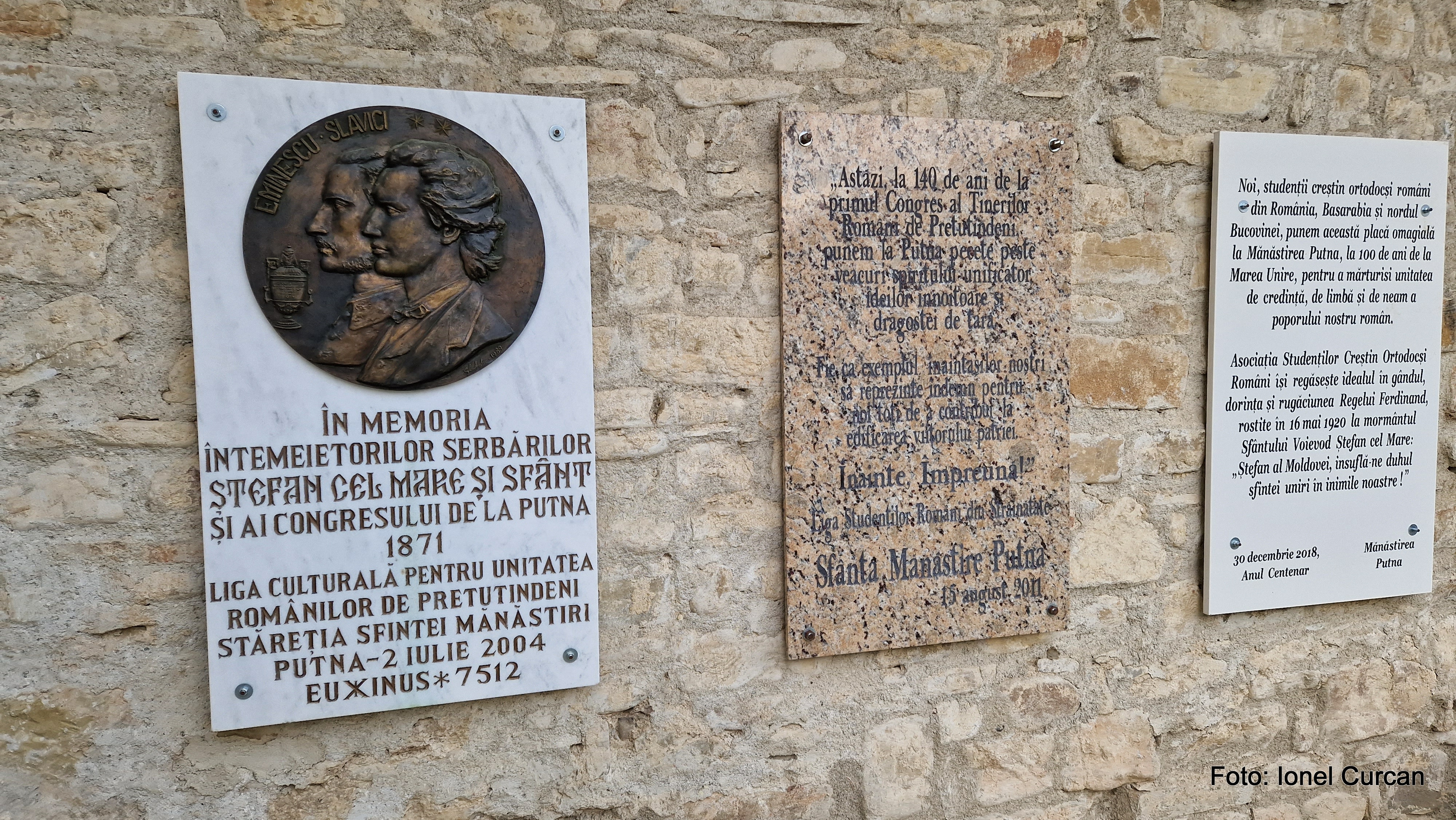
Placi comemorative
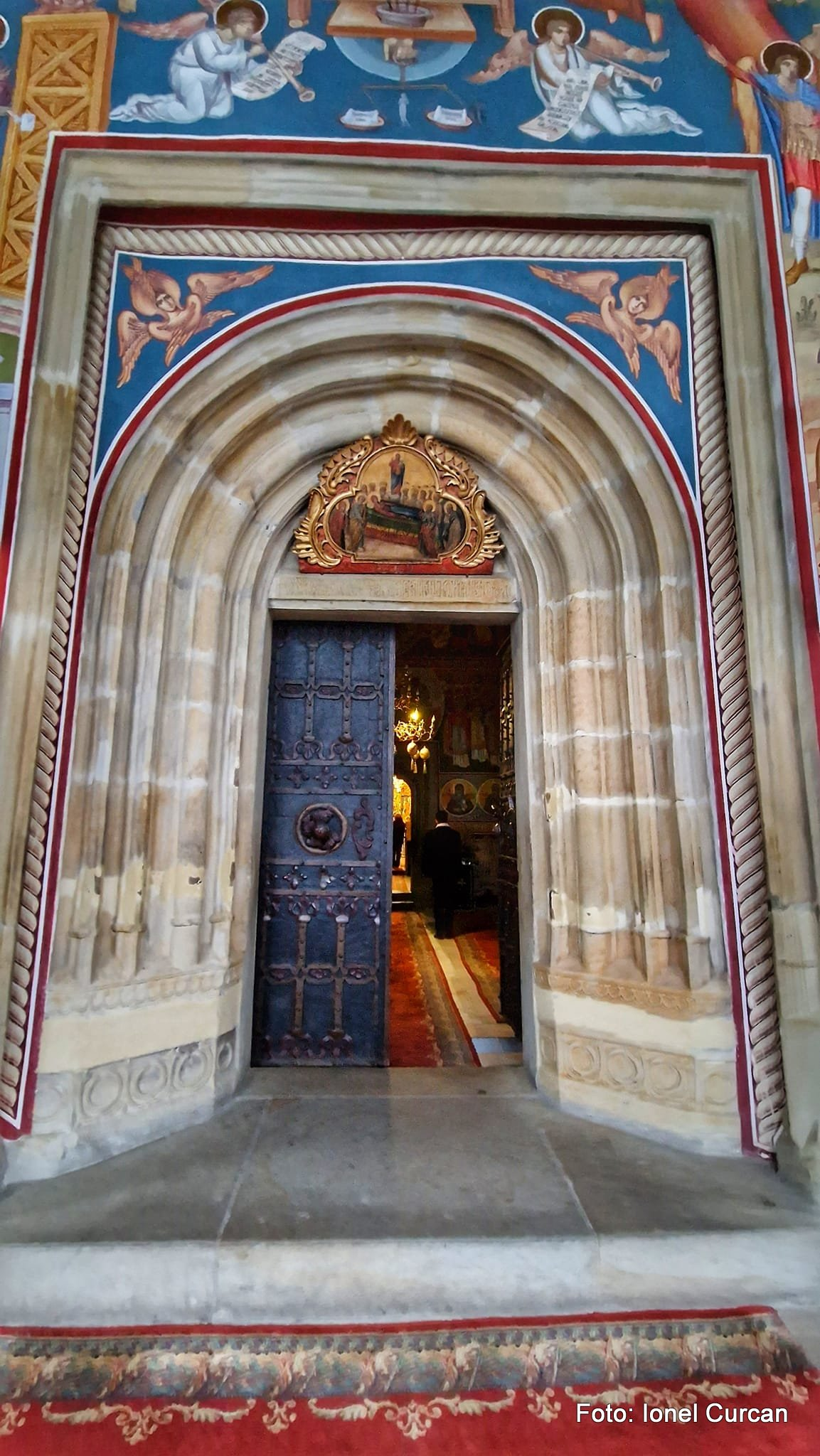
Intrare biserică
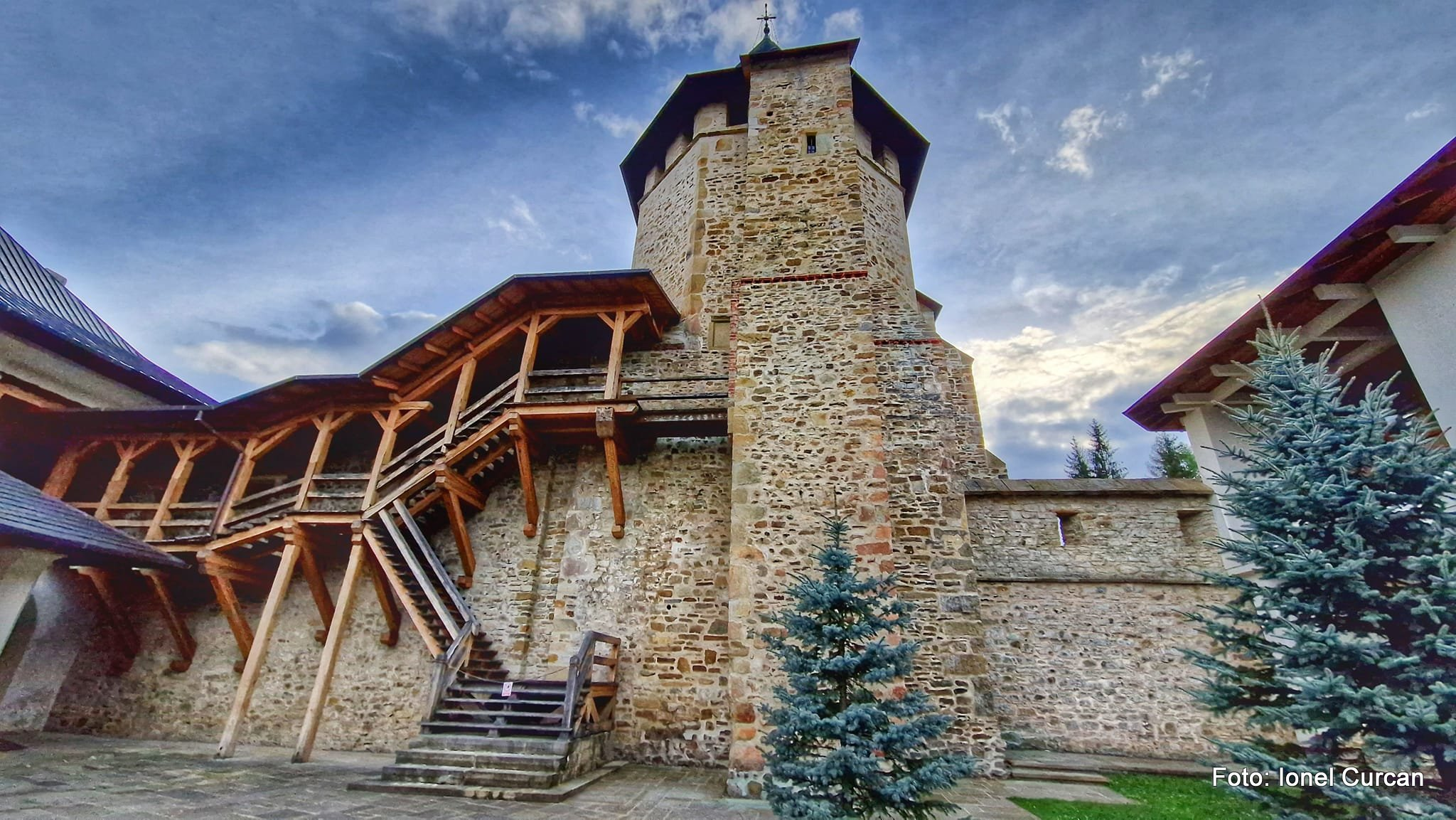
Zid - Mănăstirea Putna
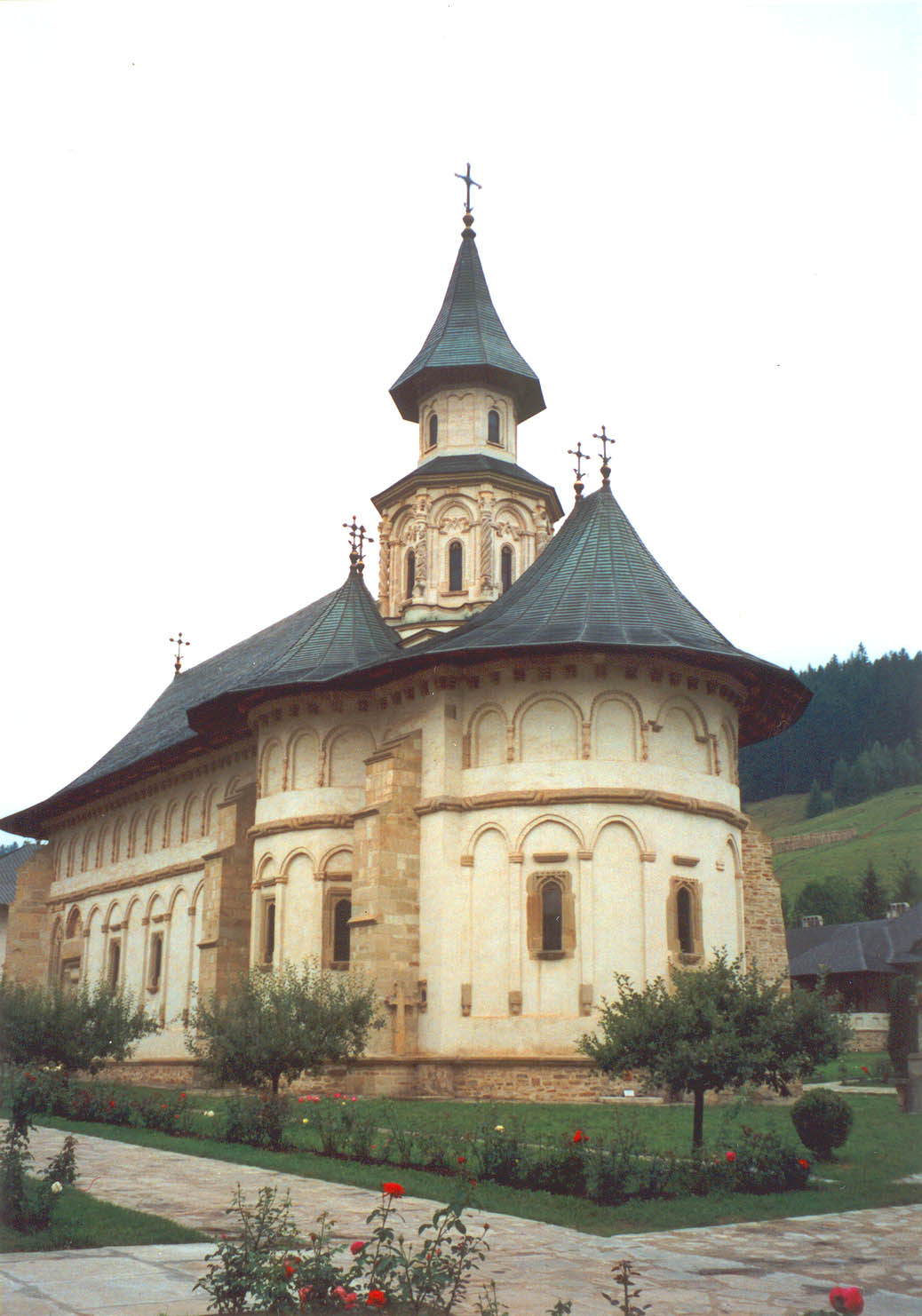
Mânăstirea Putna
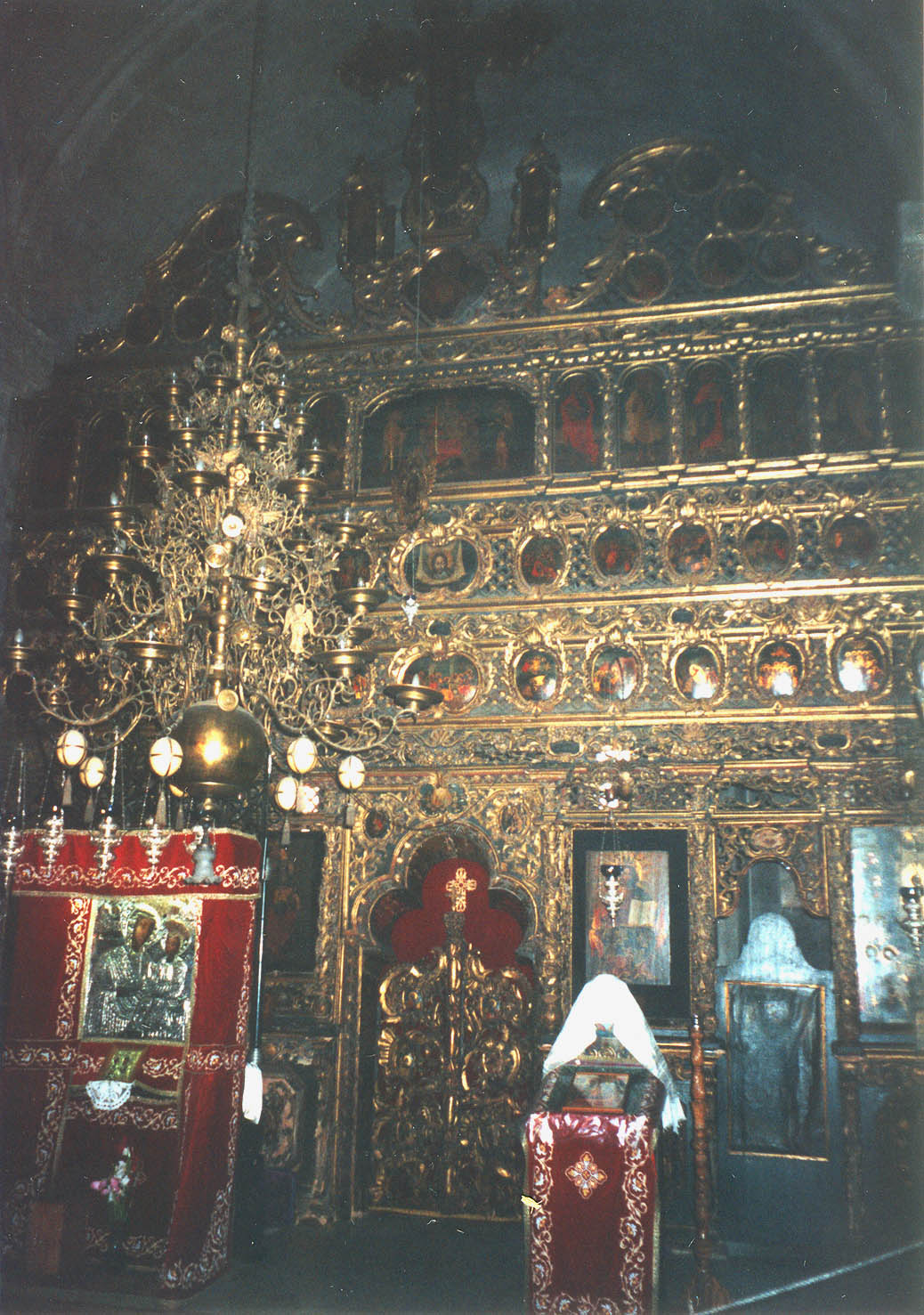
Mânăstirea Putna - interior
Pictura murala pronaos (bolta) - biserica Mânăstirii Putna
Pictură murală gropniță - biserica Mânăstirii Putna
Pictura murală a turlei - biserica Mânăstirii Putna
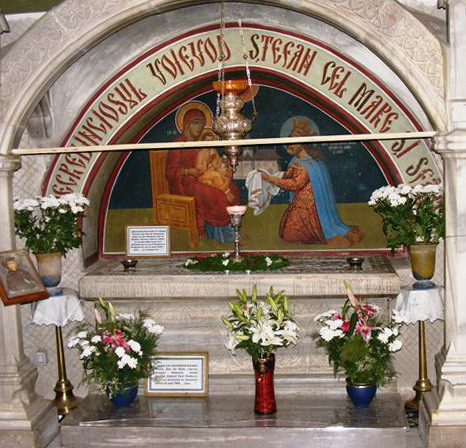
Mormântul lui Ștefan cel Mare și al Mariei Voichița (a treia sa soție)
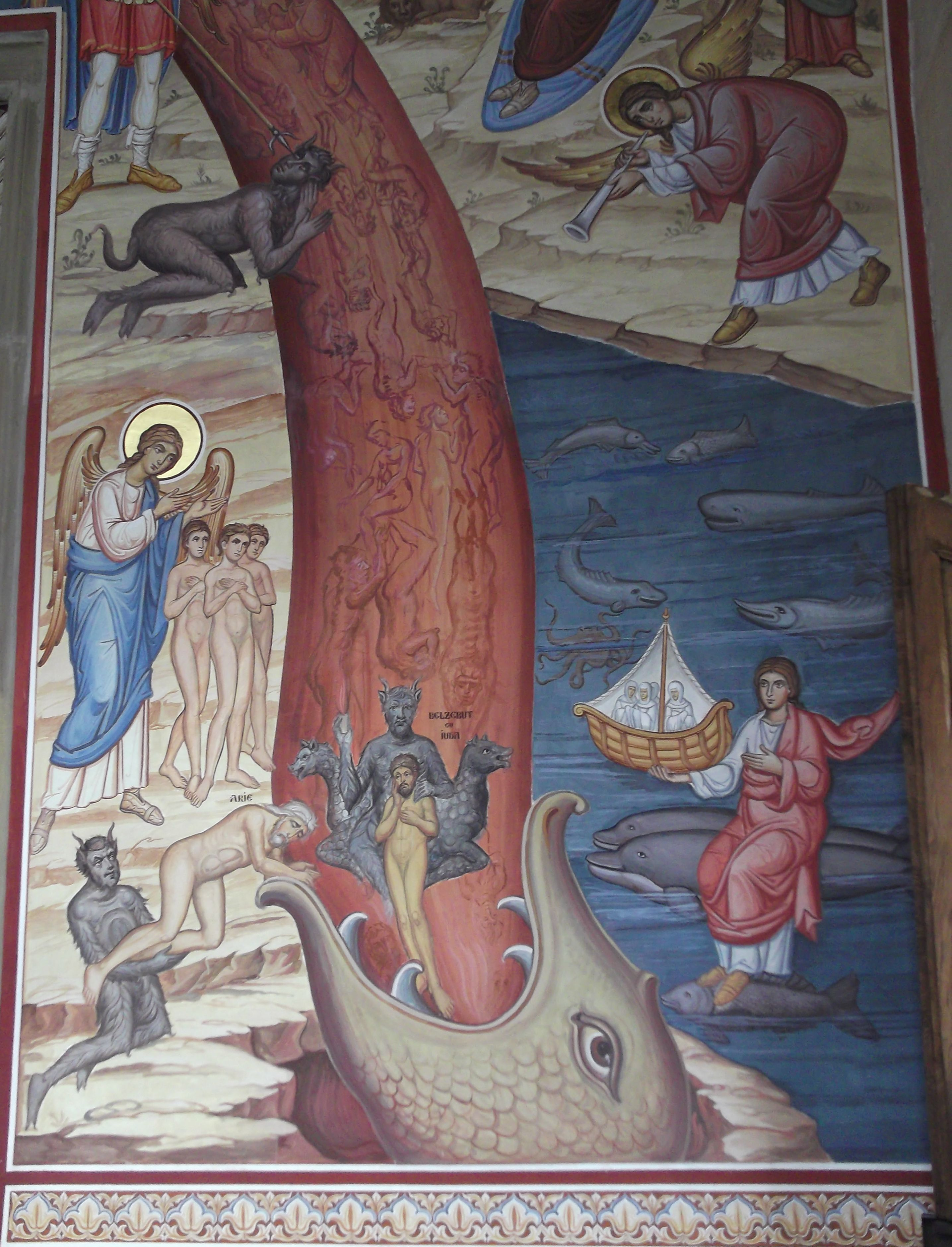
Detaliu pictură (pridvor)
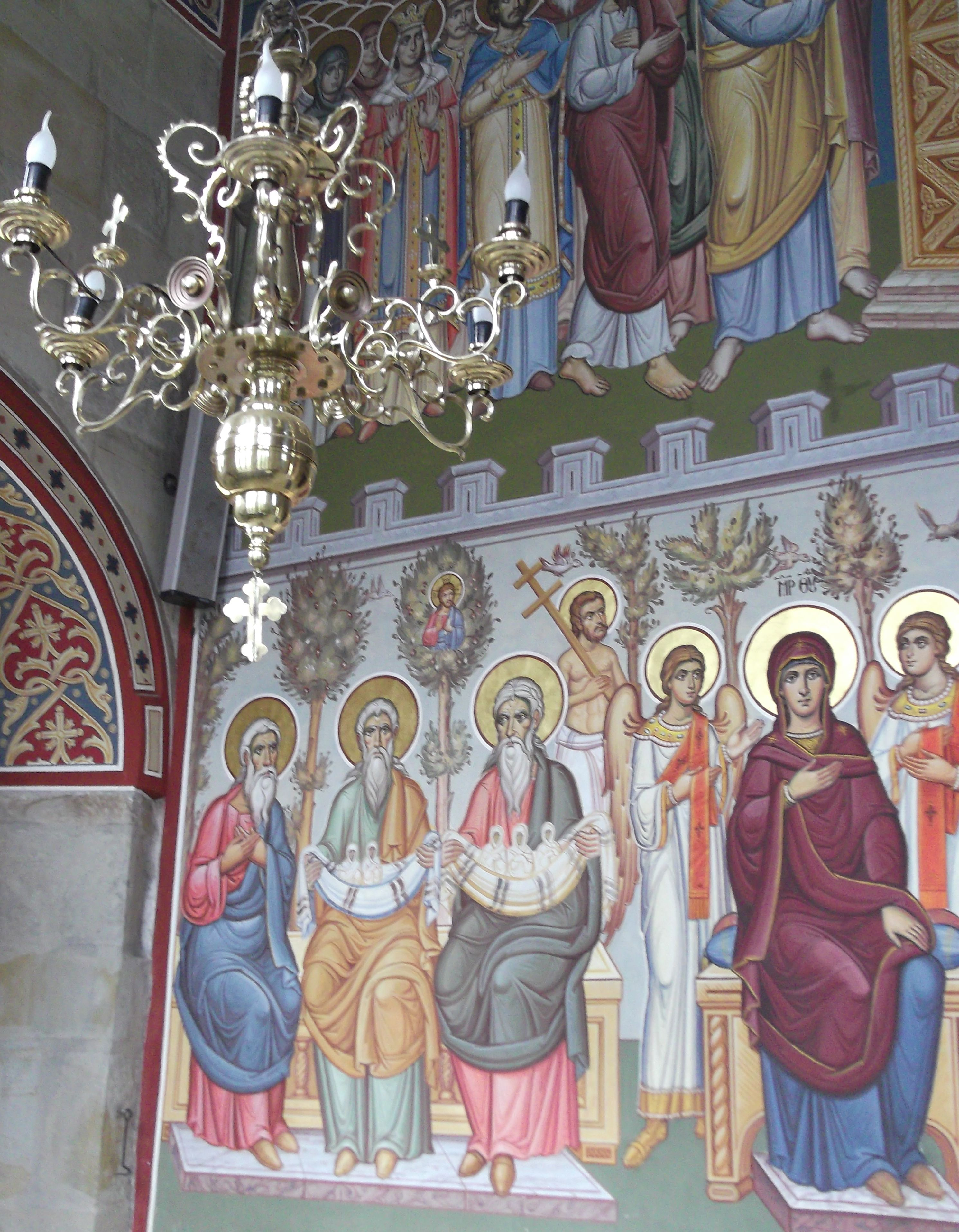
Detaliu pictură interioară
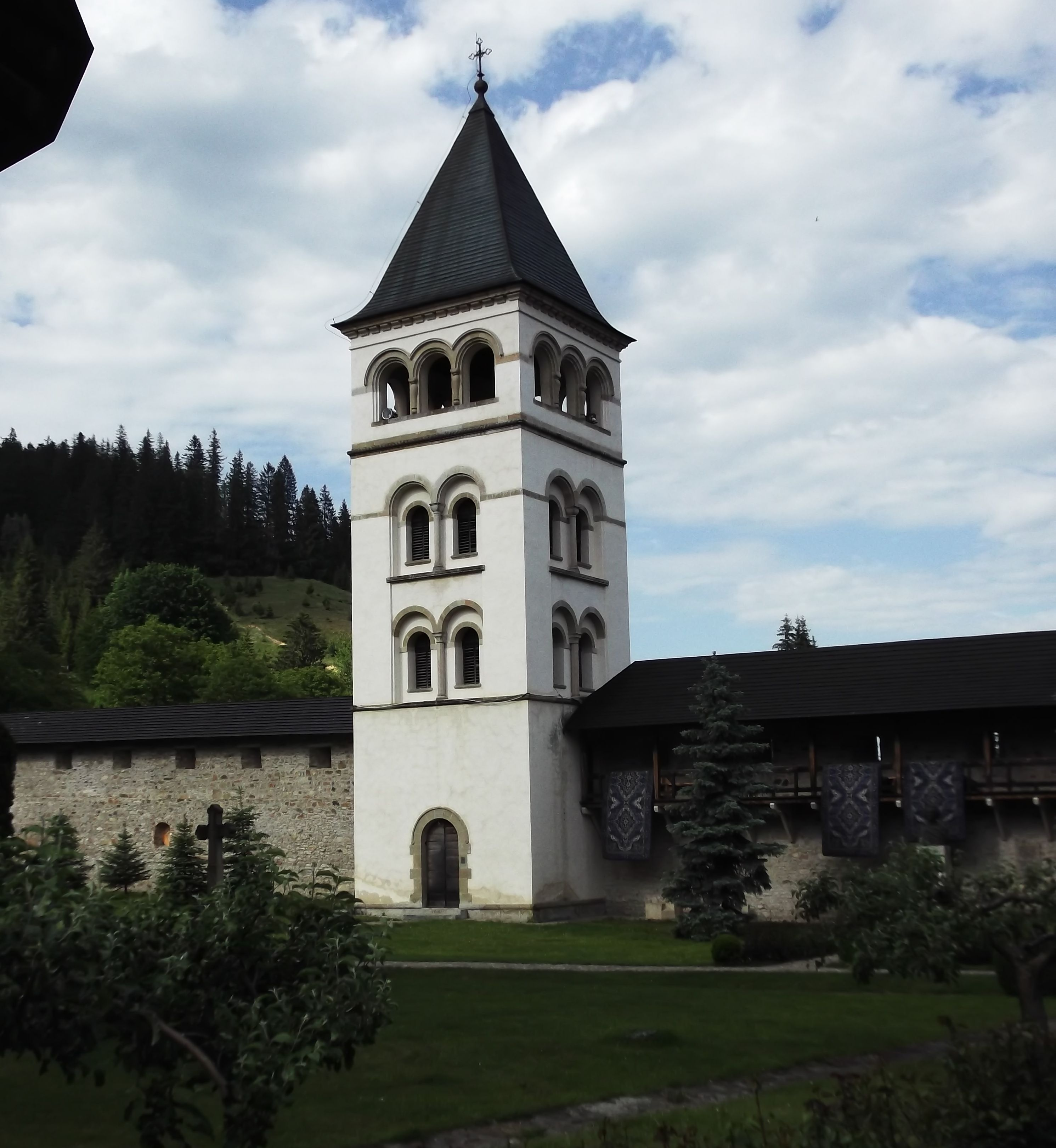
Turnul-clopotniță
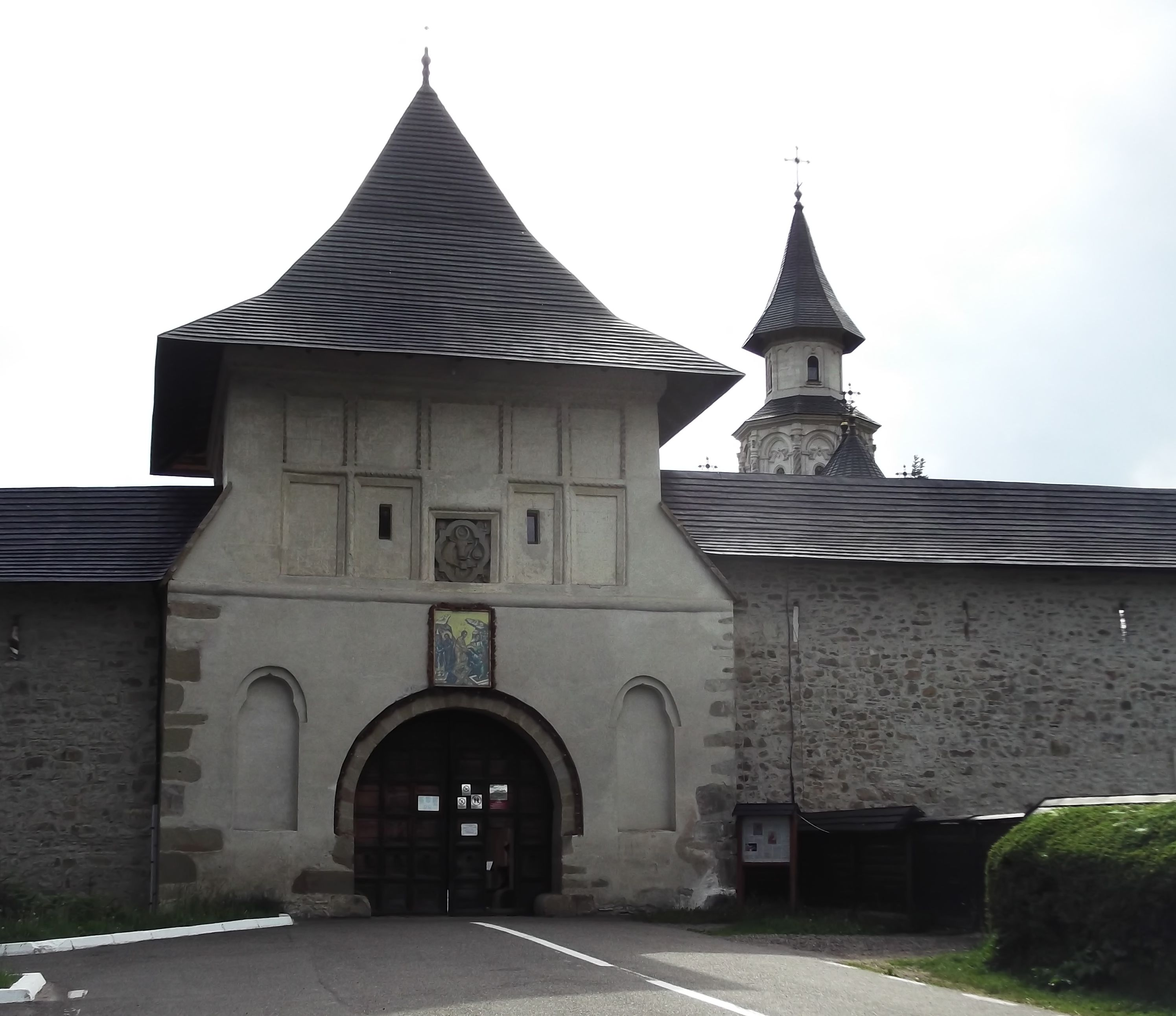
Turnul porții
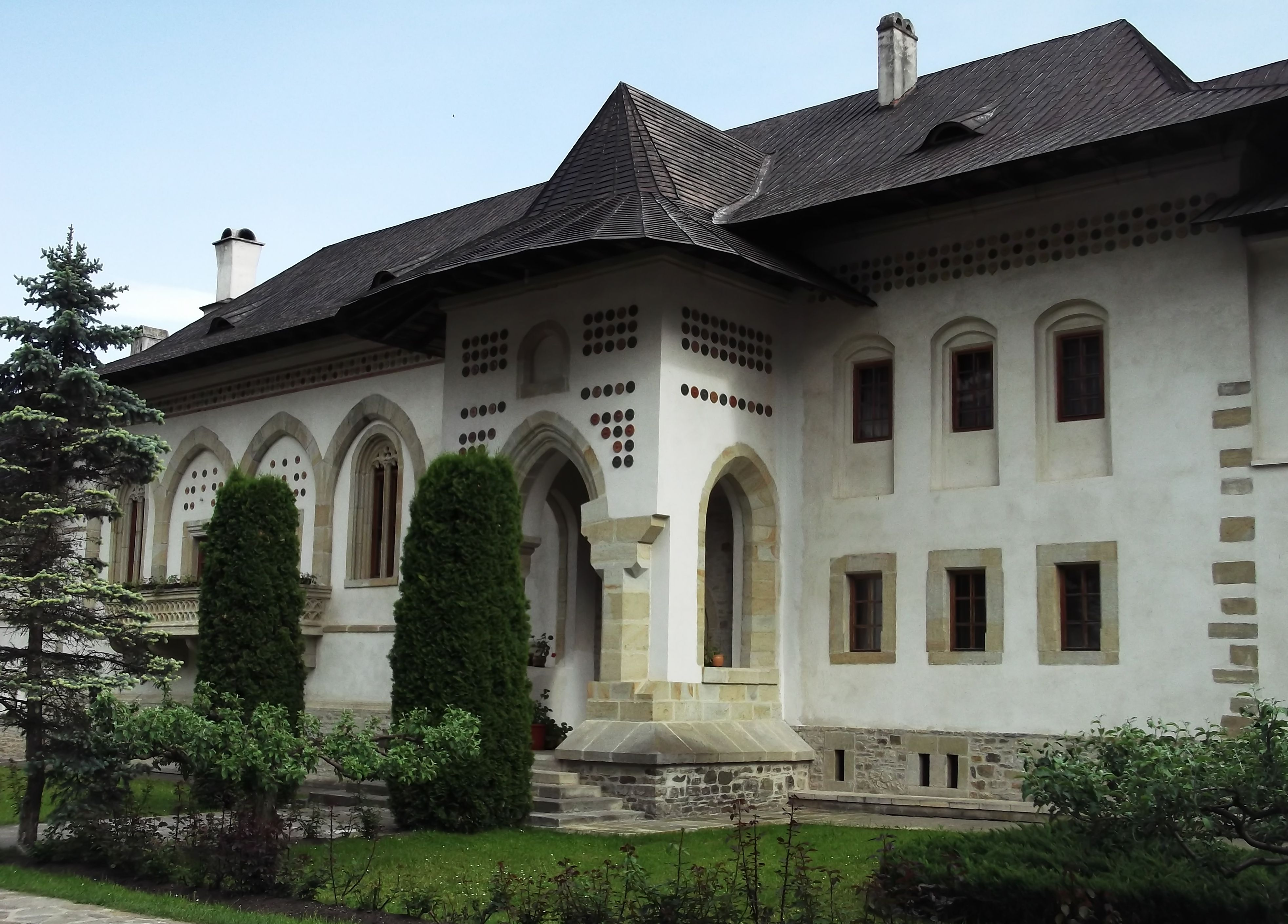
Casa domnească
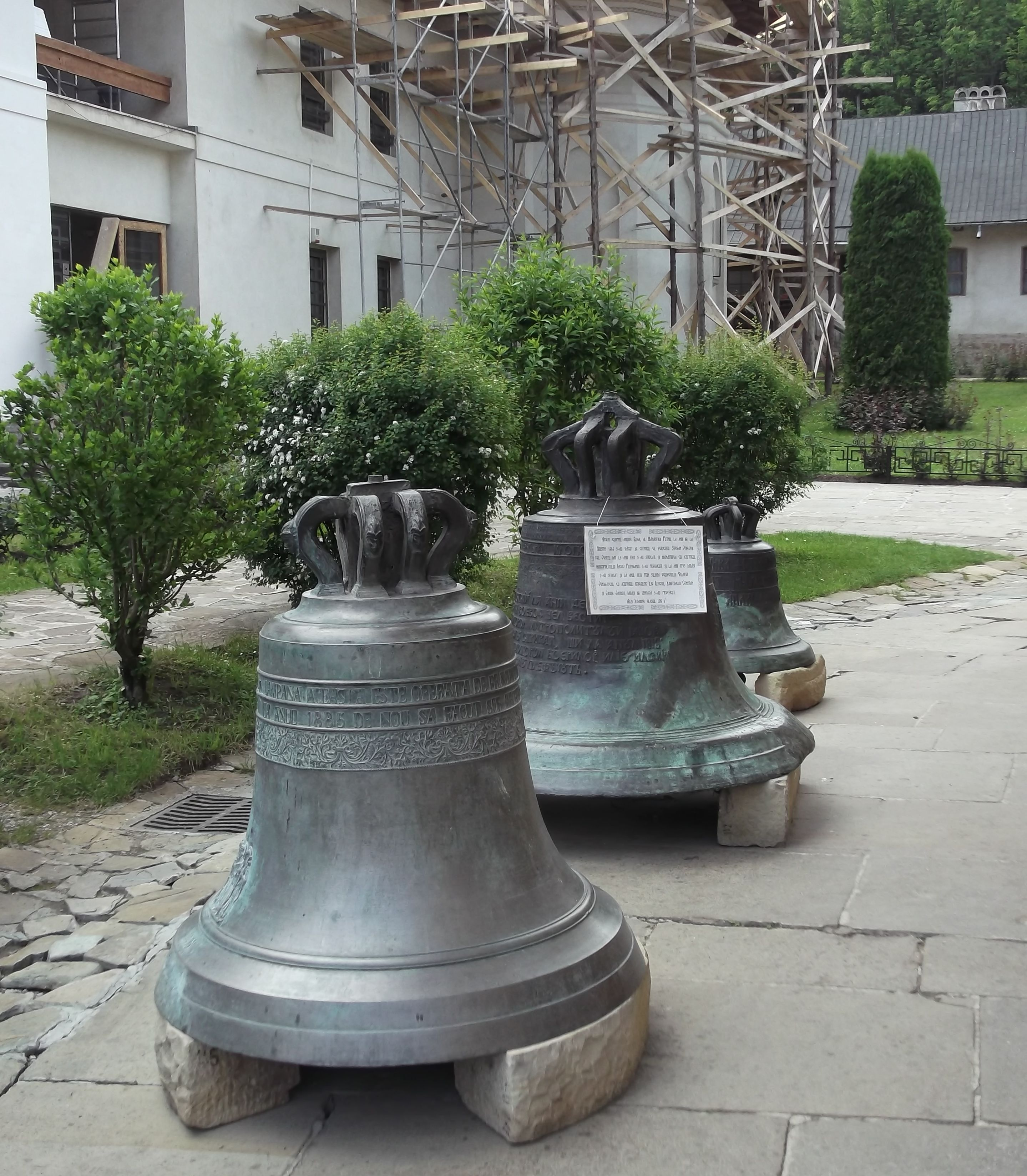
Clopotele Mănăstirii Putna
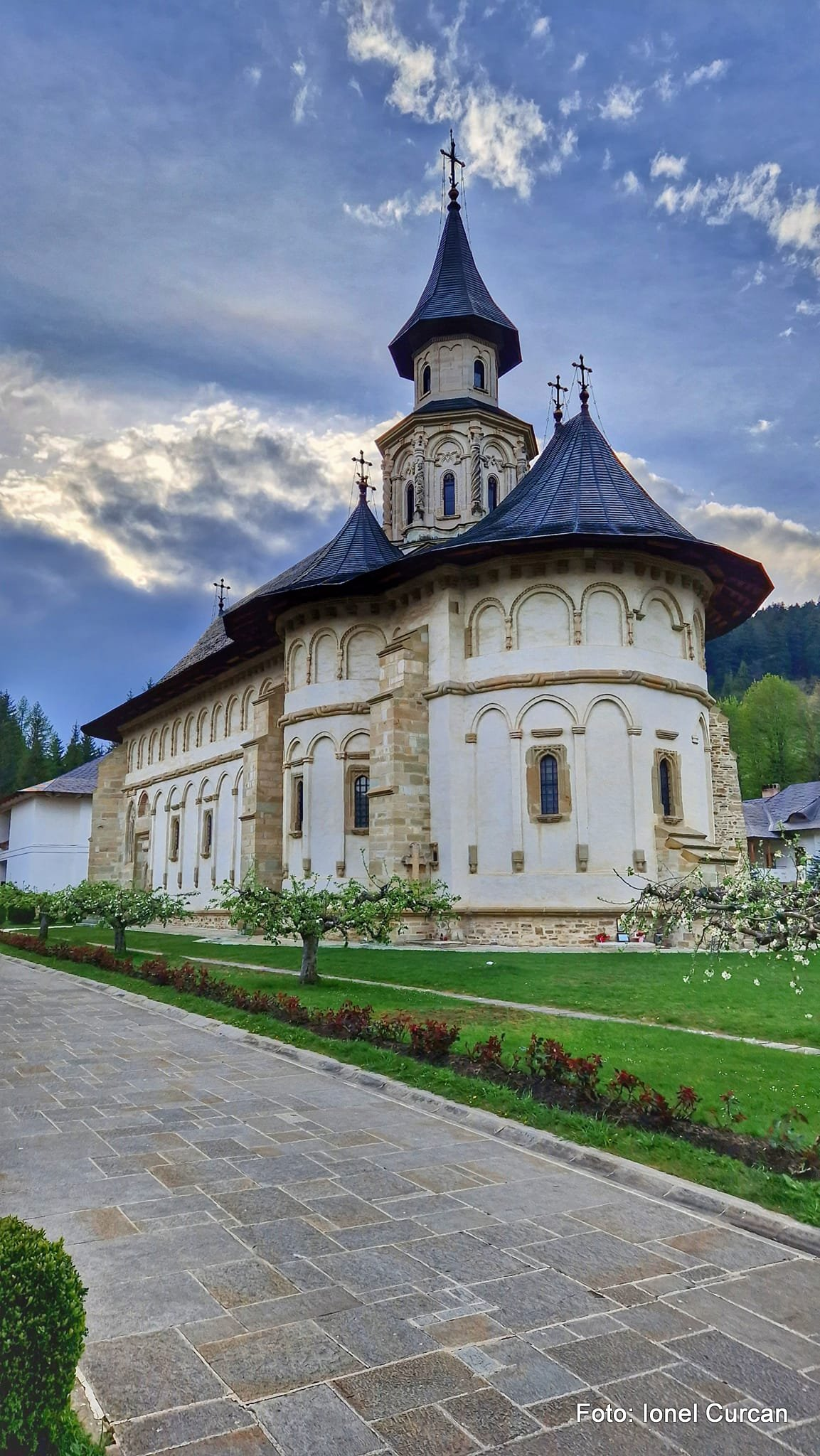
Mănăstirea Putna